# Воднева енергетика

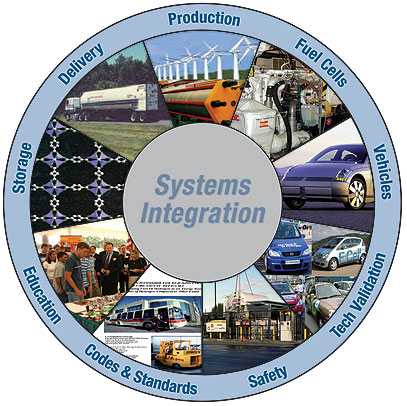
Елементи водневої економіки.

Воднева енергетика — це напрям вироблення та споживання енергії людиною, який базується на використанні водню як засобу для акумулювання, транспортування та вживання енергії населенням, транспортом та різними виробничими напрямками.
Водень — це найпоширеніший елемент на поверхні Землі та у космосі, він має найбільшу енергоємність, а продуктом його згоряння є тільки вода, що знову вводиться у обіг. Водень можна використати як паливо для будь-яких транспортних засобів (у тому числі легкових автомобілів, літаків та катерів), а також для задоволення енергетичних потреб будівель (прилади для безперервного живлення) і як живлення для побутової техніки.
Водню в чистому вигляді у природі майже немає, тож його виробляють методами електролізу води, парового риформінгу метану, газифікації вугілля, газифікації біомаси чи відходів, шляхом мікробної ферментації органічних відходів, та деякими іншими. Скорочення викидів діоксиду вуглецю, пов'язане з використанням водневого палива, досягається завдяки паливним елементам високої ефективності. За умов забезпечення виробництва водню енергією, одержаною з невуглецевих джерел, викидів діоксиду вуглецю немає зовсім. Водень можна виробляти з відновлюваних ресурсів, а також можна використовувати для зберігання енергії з непостійних джерел.

## Історія
Термін «воднева енергетика» запропонував Джон Бокріс під час лекції, яку він прочитав у 1970 році в Технічному центрі General Motors (GM).

## Основи водневої енергетики
Очікується, що водень відіграватиме ключову роль як енергоносій у майбутніх енергетичних системах світу. Оскільки запаси викопного палива стають дедалі меншими, а екологічні проблеми зростають, водень, ймовірно, ставатиме все більш важливим носієм хімічної енергії та, зрештою, може стати основним носієм хімічної енергії. Водень є корисним енергоносієм, його можна зберігати та транспортувати, використовувати як паливо або перетворювати на електричну енергію в таких пристроях, як паливні елементи.
Використання водню як палива позитивно вплине на енергетичну безпеку, екологію та економічне зростання. Водень допоможе поліпшити енергетичну безпеку (тобто незалежність від країн-постачальників), тому що його можна отримувати із багатьох первинних джерел енергії, зокрема і відновлюваних. Таким чином, водень може стати повноцінною альтернативою нафті. Водень можна отримувати використовуючи найрізноманітніші природні ресурси: викопне паливо, воду, біомасу та відходи. Основна частина водню, що виробляється промисловістю, добувається з природного газу, але передбачається збільшення ролі інших джерел. Для отримання водню можна використовувати різноманітні джерела енергії: викопні копалини, ядерну енергію та відновлювані джерела енергії, такі як сонячна, вітрова, гідро-, біо-, та геотермальна енергії. Завдячуючи такому різноманіттю ресурсів та технологій, водень можна буде виробляти у всіх регіонах країни та у цілому світі. Станом на початок 2020-х, більшість водню, що виробляється, отримується шляхом парового риформінгу метану (приблизно 48 %). Також водень добувають із нафти, вугілля, води, біомаси та відходів.
У сучасній вуглеводневій енергетиці транспортування живиться насамперед нафтою. Внаслідок спалювання вуглеводневого палива виділяється діоксид вуглецю (CO2) та інші забрудники атмосфери. Запас економічно вигідних вуглеводневих ресурсів у світі обмежений, а попит на вуглеводневе паливо зростає, особливо в Китаї, Індії та інших країнах, що розвиваються. Тому перспективними є методи виробництва «зеленого» екологічно-чистого водню.
У аналізі, проведеному в 2004 році, стверджується, що «весь ланцюг водневого постачання вивільняє значно менше вуглекислого газу в атмосферу, ніж бензин у гібридних автомобілях», і що значне скорочення обсягу викидів двоокису вуглецю був би можливий, якби в місцях виробництва енергії та водню були використані методи уловлення та зберігання вуглецю.
Водень має високу густину енергії за вагою. Цикл Отто в двигуні внутрішнього згоряння, що працює на водні, має максимальну ефективність вище, ніж у двигуні внутрішнього згоряння на бензині, але також потребує кращого охолодження. Поєднання паливного елемента і електричного двигуна приблизно в 1.7 рази ефективніше за витратами водню, ніж спалювання водню в двигуні внутрішнього згоряння. Однак висока ціна паливного елемента — одна з головних перешкод його розвитку. Зараз науковці шукають засоби зменшення використання платини або її заміни на дешевші аналоги. Моделі двигунів на паливних елементах містять приблизно 30 г платини. Інші технічні виклики, пов'язані з паливними елементами — це обов'язковість чистоти водню — у деяких сучасних технологіях паливний елемент вимагає чистоти водню не менше 99,999 %.
У порівнянні з водневими двигунами використання паливних елементів є кращим способом максимізації потенційні переваги водню, оскільки паливні елементи безпосередньо перетворюють хімічну енергію водню в електричну, і їх ефективність може досягати 60 %-80 %, і лише з водою, як побічним продуктом. Паливні елементи зараз комерційно застосовуються у різноманітних стаціонарних і транспортних застосуваннях.

## Ринок водню
Виробництво водню — велика галузь, що швидко зростає. У 2004 році в усьому світі було вироблено близько 50 мільйонів тонн водню, що відповідає близько 170 мільйонам тонн нафтового еквівалента. Темп росту галузі становить близько 10 % на рік. У 2004 році у США обсяг виробництва становив близько 11 мільйонів метричних тонн (MMT) середнього потоку потужності в 48 гігават. (Для порівняння, середній обсяг виробництва електрики в 2003 році становив близько 442 гігават.) У 2005 році вартість усього виробленого у світі водню становила близько $ 135 мільярдів на рік.
Приблизно половина водню використовується для виробництва аміаку (NH3) через процес Габера, який потім прямо чи непрямо використовується як добриво. Оскільки і населення світу, і сільське господарство, яке забезпечує його продовольством, зростають, попит на аміак також зростає. Окрім того, аміак використовується як ефективний носій водню, для його транспортування з подальшим вивільненням водню в реакції крекінгу аміаку. Друга половина виробленого водню використовується для перетворення важкої нафтової сировини у легші фракції, придатні для використання як паливо. Далі відбувається гідрокрекінг. Галузь гідрокрекінгу розвивається ще швидше, оскільки зростання цін на нафту заохочує нафтові компанії використовувати бідніші вихідні матеріали, наприклад, бітумінозні піски та нафтоносні сланці. Переробка нафти та виробництво добрив у великих обсягах вигідніше і дозволяє виробництво в місці експлуатації, а також проміжне використання. Виготовляється і доставляється кінцевим користувачам також і менша кількість «комерційного» водню.
Станом на 2005 рік, 48 % світового виробництва водню базувалось на використанні природного газу, 30 % — нафти і 18 % — вугілля; на електроліз води припадає лише 4 %. Розподіл виробництва відображає вплив термодинамічних обмежень на економічний вибір: з чотирьох методів одержання водню, часткове спалювання природного газу в електростанції на NGCC (комбінований цикл природного газу) є найефективнішим і дає найбільше теплової енергії, яку також можна використати.
Великий ринок і різке зростання цін на викопне паливо також підігріли інтерес до альтернативних, дешевших засобів виробництва водню.

### 2020-ті

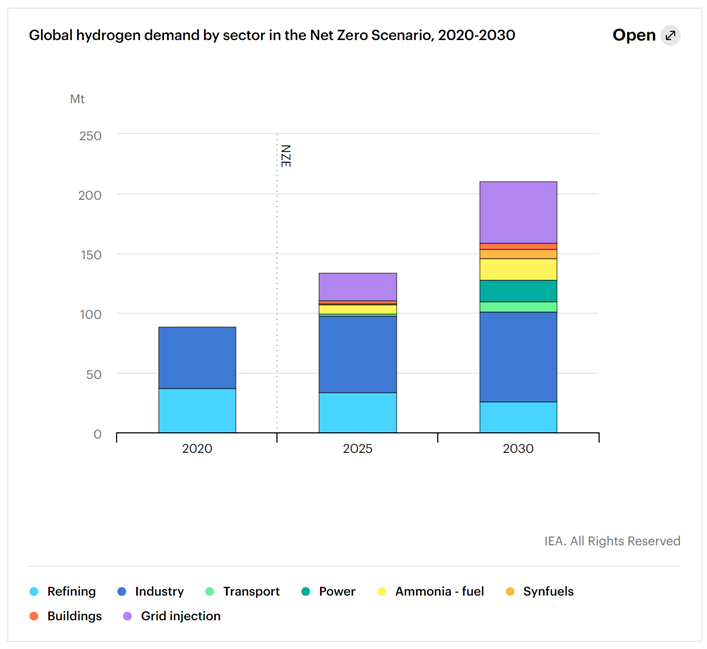
Глобальний попит на водень по секторам

Станом на початок 2020-х, водень в основному використовується в нафтопереробному та хімічному секторах і виробляється з використанням викопного палива, такого як вугілля та природний газ, і, таким чином, відповідає за значні річні викиди CO2. Чистий водень, вироблений за допомогою відновлюваних джерел енергії або ядерної енергії, або викопного палива з використанням уловлювання вуглецю, може допомогти декарбонізувати низку секторів, включаючи далекомагістральні перевезення, хімічну промисловість, виробництва заліза та сталі. Автомобілі, що працюють на водні, хоч і в невеликій кількості, покращують якість повітря та сприятимуть енергетичній безпеці. Водень також може підтримувати інтеграцію змінних відновлюваних джерел енергії в електроенергетичну систему, будучи одним із небагатьох варіантів зберігання енергії протягом днів, тижнів або місяців.
Попит на водень досяг історичного максимуму в 2022 році, але він залишається зосередженим у традиційних сферах застосування. У 2022 році глобальне споживання водню досягло 95 Мт, збільшившись майже на 3 %.
Водень із низьким рівнем викидів дуже повільно впроваджується в існуючі програми, становлячи лише 0,7 % від загального попиту на водень, що означає, що виробництво та використання водню у 2022 році було пов'язане з викидами понад 900 Мт CO2. Кращі перспективи в промисловості, зокрема у виробництві аміаку. Водень із низьким рівнем викидів може стати для країн можливістю підняти економіку на майбутнє шляхом створення галузей у ланцюгах постачання водневих технологій. За різними сценаріями прогнозується, що розмір ринку водневого сектору з низьким рівнем викидів зросте з $1,4 мільярда станом на 2022 рік до $12 мільярдів до 2030 року, що еквівалентно витратам на офшорні вітрові установки в Європі у 2022 році, або до $112 мільярдів, що приблизно відповідає розміру ринку сонячних фотоелектричних установок на дахах в Азіатсько-Тихоокеанському регіоні в 2022 році. Річне виробництво водню з низьким рівнем викидів може досягти 38 Мт у 2030 році, якщо всі оголошені проекти будуть реалізовані, хоча 17 Мт надходять із проектів на ранніх стадіях розробки. Із загального обсягу, очікується, що 27 Мт буде засновано на електролізі та електроенергії з низьким рівнем викидів, а 10 Мт — на викопному паливі з уловлюванням, утилізацією та зберіганням вуглецю. Уряди та компанії започаткували низку ініціатив щодо співпраці з метою сприяння розгортанню технологій з низьким рівнем викидів, зокрема водню. Загалом 41 уряд наразі має водневу стратегію.
Станом на 2024 рік, глобальний ринок використання водню оцінюється в $115 млрд.

## Виробництво водню

### Методи виробництва
Водень є найпоширенішим газом у Всесвіті та має максимальний вміст енергії на одиницю ваги порівняно з будь-яким іншим відомим паливом. Використання водню для виробництва енергії не призводить до викидів забруднюючих речовин, оскільки виробляються лише тепло та водяна пара, що зменшує викиди парникових газів. Крім енергетичних застосувань, водень широко використовується в хімічній і нафтовій промисловості. Незважаючи на велику кількість водню, він рідко знаходиться у вільній формі в природі, тому існують різні методи його виробництва з викопного палива, води, біомаси та відходів.
Виробництво водню охоплює кілька методів, кожен з яких має унікальні процеси та наслідки для сталого розвитку. Станом на початок 2020-х переважають паровий риформінг метану та газифікація вугілля, які використовують природний газ та вугілля для отримання водню, хоча в якості побічного продукту утворюється вуглекислий газ. Часткове окислення вуглеводнів забезпечує більший вихід водню, але також виділяє CO2 без уловлювання вуглецю. Електроліз розщеплює воду на водень і кисень за допомогою електрики, причому протонообмінна мембрана і лужний електроліз є основними підходами, і перший з них ідеальний для менших масштабів і інтеграції відновлюваної енергії. Газифікація перетворює відходи чи біомасу на синтез-газ, багатий воднем, пропонуючи поновлюване джерело з потенційною вуглецевою нейтральністю. Темнова та фото- ферментація використовує бактерії для виробництва водню з органічних сполук, тоді як мікробні електролізні елементи інтегрують мікробний метаболізм з електрохімічними процесами для ефективного виробництва водню. Термохімічне розщеплення води використовує концентровану сонячну енергію для розщеплення молекул води, обіцяючи безперервну роботу з високою ефективністю, але потребуючи високих температур і складних систем. Фотоелектрохімічні та фотобіологічні процеси використовують сонячне світло безпосередньо, причому фотоелектрохімічні процеси використовують напівпровідники, а фотобіологічні процеси (біофотоліз) — мікроорганізми або водорості, що є багатообіцяючим, але стикається з проблемами ефективності та масштабованості.

### Характеристика методів виробництва

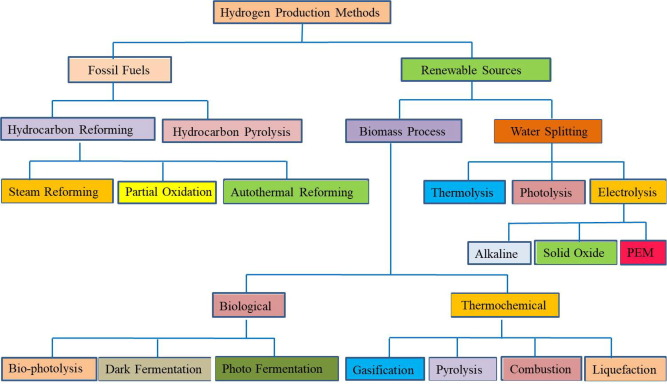
Методи виробництва водню

Більша частина водню, станом на початок 2020-х, виробляється за допомогою термохімічних процесів з використанням викопного палива: вуглеводневий риформінг, газифікація вугілля, вуглеводневий піроліз і плазмовий риформінг.

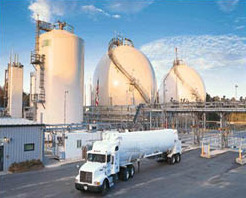
Завод Праксеір (Praxair) з виробництва водню

Енергоємність виробленого водню менше, ніж енергія, що міститься у вихідному паливі, але завдяки високому ККД паливних елементів вона може бути використана повніше, ніж при безпосередньому використанню вихідного палива. Внаслідок перетворення вихідного палива, в атмосферу може викидатися вуглекислий газ, так само, як внаслідок роботи двигуна автомобіля. Але завдяки високому ККД паливних елементів його кількість може бути меншою, ніж при використанні палива безпосередньо.
Невелика частина водню (4 % в 2006 році) отримується шляхом електролізу води. Для одержання кілограму водню таким шляхом необхідно витратити приблизно 50 кіловат-годин електроенергії. Розщеплення води в найпростішій формі використовує електричний струм (електроліз), що проходить через два електроди, щоб розщепити воду на водень і кисень. Однак воду також можна розщепити за допомогою інших джерел енергії, таких як енергія світла (фотоелектроліз), теплова енергія (термоліз) і біофотоліз за допомогою мікроорганізмів.
Вартість кожного методу варіюється в залежності від локації, ринкових умов і урядових пільг/податків, але загалом, станом на початок 2020-х, вартість виробництва водню, серед найпопулярніших методів, є найменшою для парового риформінгу метану, і, за збільшенням вартості: газифікації вугілля, переробка біомаси, переробка відходів, електроліз води відновлювальними джерелами енергії та електроліз води з електромережі. Очікується, що вартість виробництва з викопного палива зростатиме, а з відновлювальних ресурсів — дешевшати. Вартість виробництва «чистого» водню, станом на 2024 рік, складає, в залежності від метода, від €1,7 до €10,2/кг.
За рівнем викидів CO2 в атмосферу, «найчистішими» є технології термохімічної переробки біомаси та відходів, в поєднанні з уловленням вуглецю. Ці методи є вуглецево-негативними.
Загалом набули поширення наступні 4 категорії методів: виробництво водню з викопного палива, електроліз води, термохімічне перетворення біомаси та відходів, та біотехнологічні методи виробництва водню.

#### Виробництво водню з викопного палива
Виробництва водню з викопного палива включає такі методи, як паровий риформінг метану, часткове окислення вуглеводнів, автотермічний риформінг, вуглеводневий піроліз та газифікація вугілля. Ці процеси передбачають реакцію вуглеводнів або вугілля з парою, киснем або водою з утворенням багатих на водень газів, хоча вони зазвичай призводять до викидів вуглекислого газу в атмосферу Землі, збільшуючи парниковий ефект і глобальне потепління, якщо не поєднуються з технологіями уловлювання та зберігання вуглецю. Водень, вироблений з викопного палива з інтеграцією технологій уловлення та зберігання вуглецю зветься «синім», а без них — «сірим». Транспортні засоби з водневим двигуном, що працюють на «сірому» водні, сприяють у 2-3 рази вищим загальним викидам вуглецю в атмосферу, порівняно з автомобілями з бензиновим двигуном, тому що виробництво 1 кг «сірого» водню виділяє в атмосферу, щонайменше, 10 кг вуглекислого газу (CO2).
До основних методів виробництва водню з викопного палива відносять:
- Паровий риформінг є широко використовуваним методом отримання водню. Він включає в себе реакцію метану (або інших вуглеводнів) з парою над каталізатором для отримання синтез-газу, що складається з газоподібного водню (H2), монооксиду вуглецю (CO) та вуглекислого газу (CO2). Процес зазвичай відбувається при високих температурах (700–1000 °C) і помірному тиску. Такі каталізатори, як нікель, зазвичай використовуються для прискорення швидкості реакції.[28] Станом на 2023 рік, методом парового риформінгу метану виробляється 48 % світового водню.[3].
- Газифікація кам'яного вугілля передбачає перетворення вугілля на синтез-газ. Газифікація з уловленням вуглецю дає переваги в ефективності порівняно з традиційним спалюванням вугілля, оскільки дозволяє чистіше видобувати водень, водночас уловлюючи вуглекислий газ для потенційного зберігання, переробки або утилізації, тим самим потенційно зменшуючи викиди парникових газів, пов'язані з використанням вугілля.[27][29]
- Часткове окислення вуглеводнів — це процес, у якому вуглеводні, наприклад метан, реагують з обмеженою кількістю кисню або повітря при високих температурах, утворюючи водень і монооксид вуглецю. Ця екзотермічна реакція відбувається в умовах, які перешкоджають повному згорянню, в результаті чого утворюється суміш синтез-газу, яку можна далі обробляти для різних промислових застосувань, включаючи виробництво водню.[30]
- Автотермічний риформінг — це процес, який використовується для виробництва водню, який поєднує часткове окислення та конверсію з водяною парою в одному реакторі, що забезпечує високу ефективність і гнучкість. Він використовує каталізатор для перетворення вуглеводнів, таких як природний газ або рідке паливо, на водень, монооксид вуглецю та вуглекислий газ, причому тепло, що утворюється в результаті часткового окислення, забезпечує енергію, необхідну для ендотермічних реакцій конверсії з парою. Цей метод користується перевагою завдяки здатності отримувати водень високого рівня чистоти, придатний для різноманітних промислових застосувань.[31][32]
- Вуглеводневий піроліз для виробництва водню передбачає нагрівання вуглеводнів (таких як метан, пропан або вищі вуглеводні) при високих температурах (зазвичай вище 700 °C) за відсутності кисню. Цей процес розщеплює вуглеводні на простіші молекули, головним чином водень і монооксид вуглецю, за допомогою серії хімічних реакцій, відомих як термічний розпад або крекінг.[33][34]
- Окрім обробки викопного палива, термохімічні методи газифікації і піролізу використовуються для виробництва водню з відходів пластику[35], твердих побутових відходів[36][37] та біомаси (розглянуто нижче).

#### Електроліз води

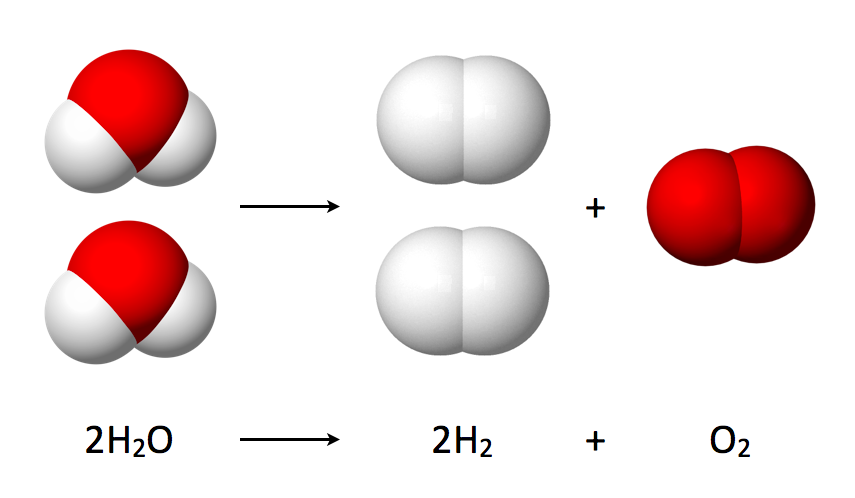
Електроліз води

Електроліз (розщеплення) води — це хімічний процес, який використовує електричний струм для розщеплення молекул води на водень і кисень.  Зазвичай це відбувається в електролізері, де два електроди занурені у воду та підключені до зовнішнього джерела живлення. Коли електрична енергія протікає через електроди, молекули води окислюються на аноді (утворюючи газоподібний кисень і позитивно заряджені іони водню) і відновлюючись на катоді (утворюючи газоподібний водень і гідроксид-іони).

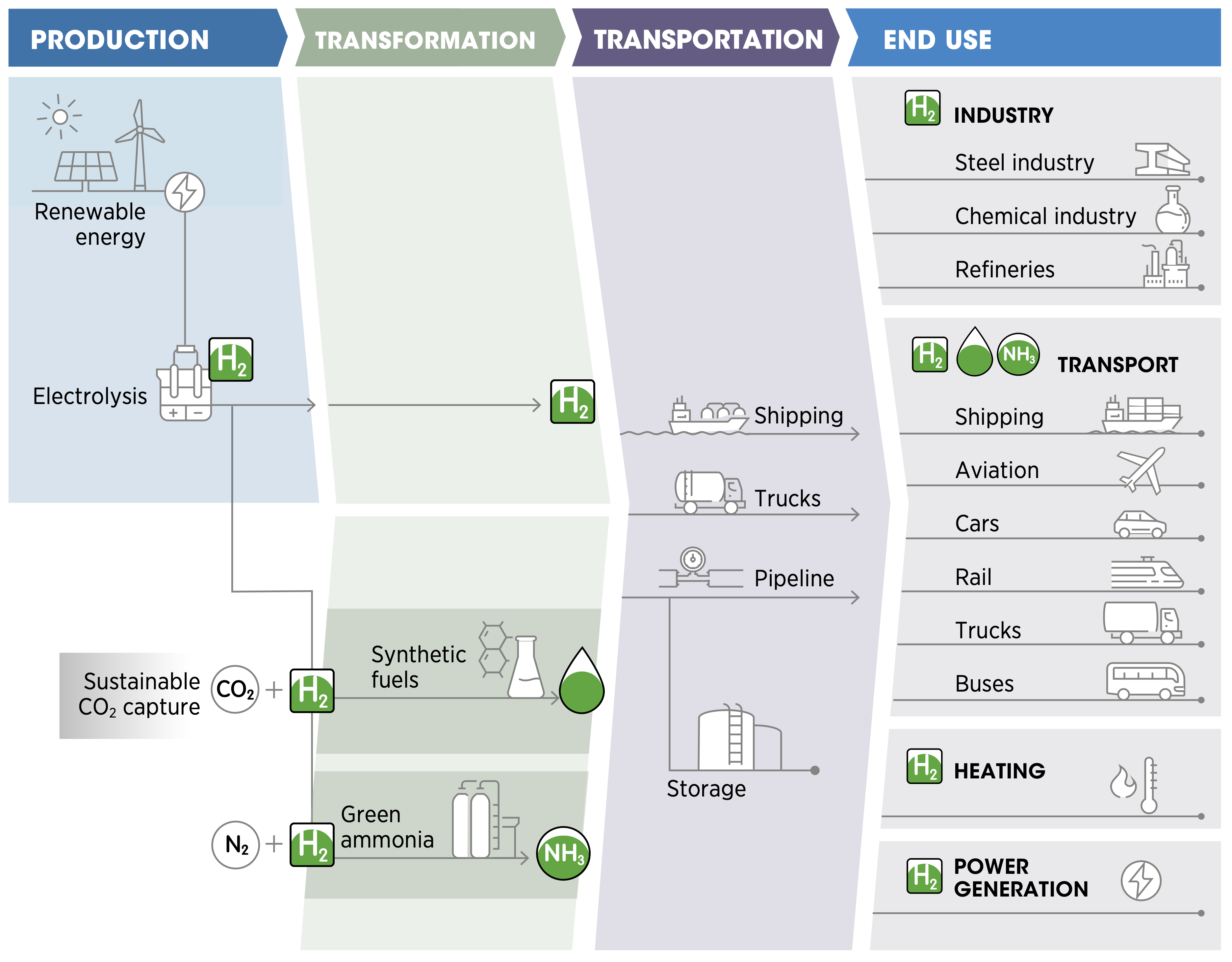
Діаграма етапів ланцюжка створення вартості зеленого водню виробленого методом електролізу води

Приблизно 50 кВт·год електроенергії, витрачається на виробництво 1 кг стисненого водню. Водень, отриманий з використанням відновлюваних джерел електроенергії, таких як сонячна, енергія вітру, гідроенергія, геотермальна, енергія хвиль та припливів, відомий як зелений водень.
Існує 4 основних технології електролізу води: лужний електроліз, електроліз на протонообмінній мембрані (PEMWE), електроліз на аніонообмінній мембрані (AEMWE) і електроліз за високих температур з використанням твердооксидних електролізерів (SOE).
Серед інноваційних стратегії енергозберігаючого електролізу, досліджуються стратегії синтезу каталізаторів, вибору відповідних органічних молекул, оптимізації механізмів реакції, подолання проблем традиційного електролізу води, дослідження гібридного електролізу та електролізу з автономним живленням, що не потребує електроенергії.
Виділяють наступні методи електролізу:
- Лужний електроліз — електроліз у рідкому лужному електроліті. Зазвичай використовується розчин гідроксиду калію (КОН) або гідроксиду натрію (NaOH).[41] Він працює при підвищених температурах (70-90 °С) і потребує чистої води. Ця визнана технологія добре підходить для виробництва водню в промислових масштабах завдяки своїй ефективності, масштабованості та здатності інтегруватися з відновлюваними джерелами енергії для сталого виробництва водню.[42][43]

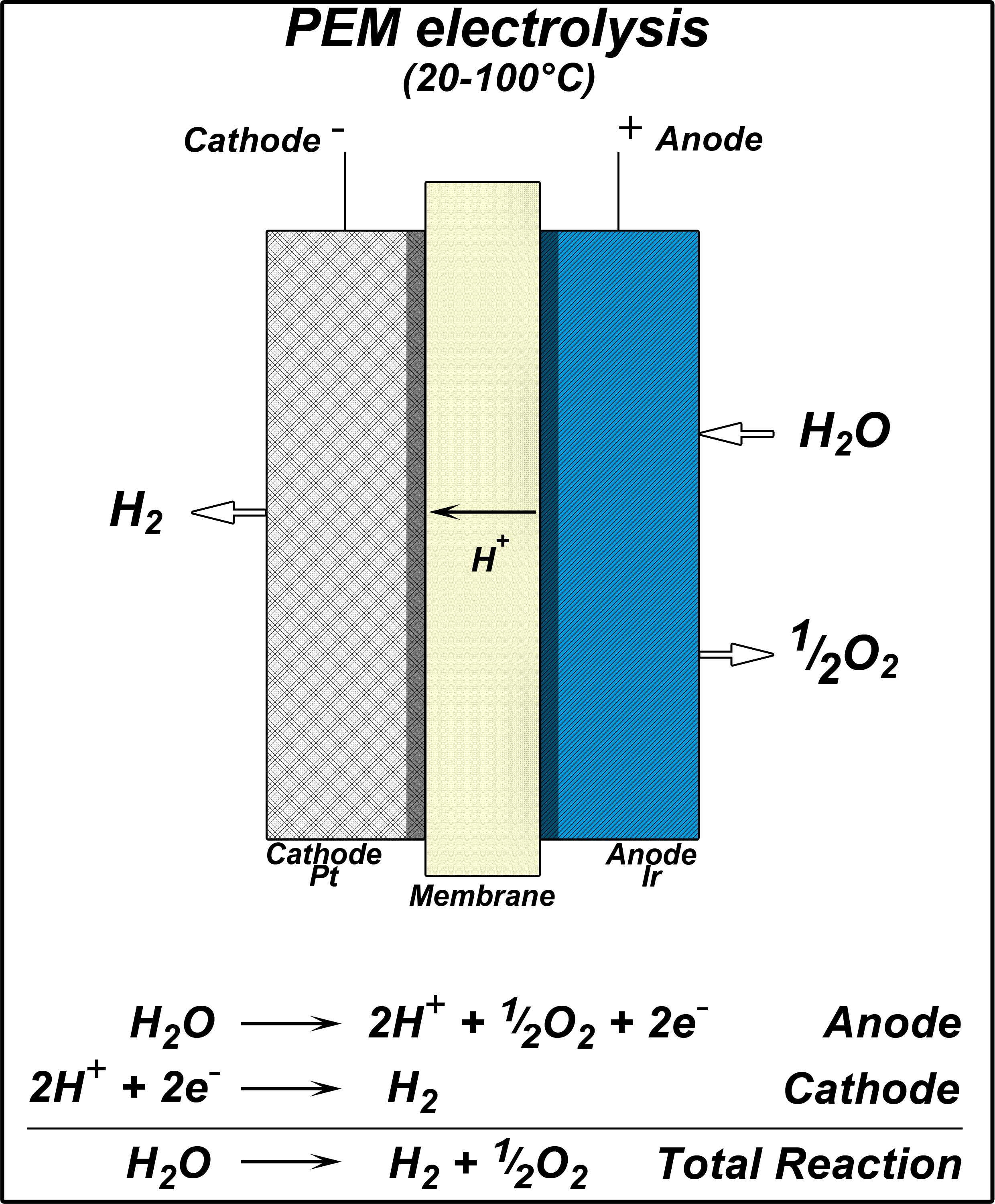
Електроліз води на протонообмінній мембрані

- Електроліз води на протонообмінній мембраніЕлектроліз води на протонообмінній мембрані (PEMWE або PEMEL) — ґрунтується на спеціалізованій протонообмінній мембрані, яка пропускає лише протони, полегшуючи розділення водню та кисню. Електроди, покриті каталізаторами, ініціюють електрохімічні реакції, розщеплюючи молекули води на іони водню та електрони. PEMWE відомий своєю високою ефективністю, швидкою реакцією на зміни вхідної електроенергії та придатністю для невеликих застосувань. З точки зору стійкості та впливу на довкілля, електроліз на протонообмінній мембрані є одним із сприятливих методів перетворення відновлюваної енергії на водень високої чистоти. Інші переваги включають такі, як компактна конструкція, висока щільність струму, висока ефективність, швидка реакція, невелика площа, працює за нижчих температур (20–80 °C) і виробляє надчистий водень та кисень як побічний продукт.[44][45]

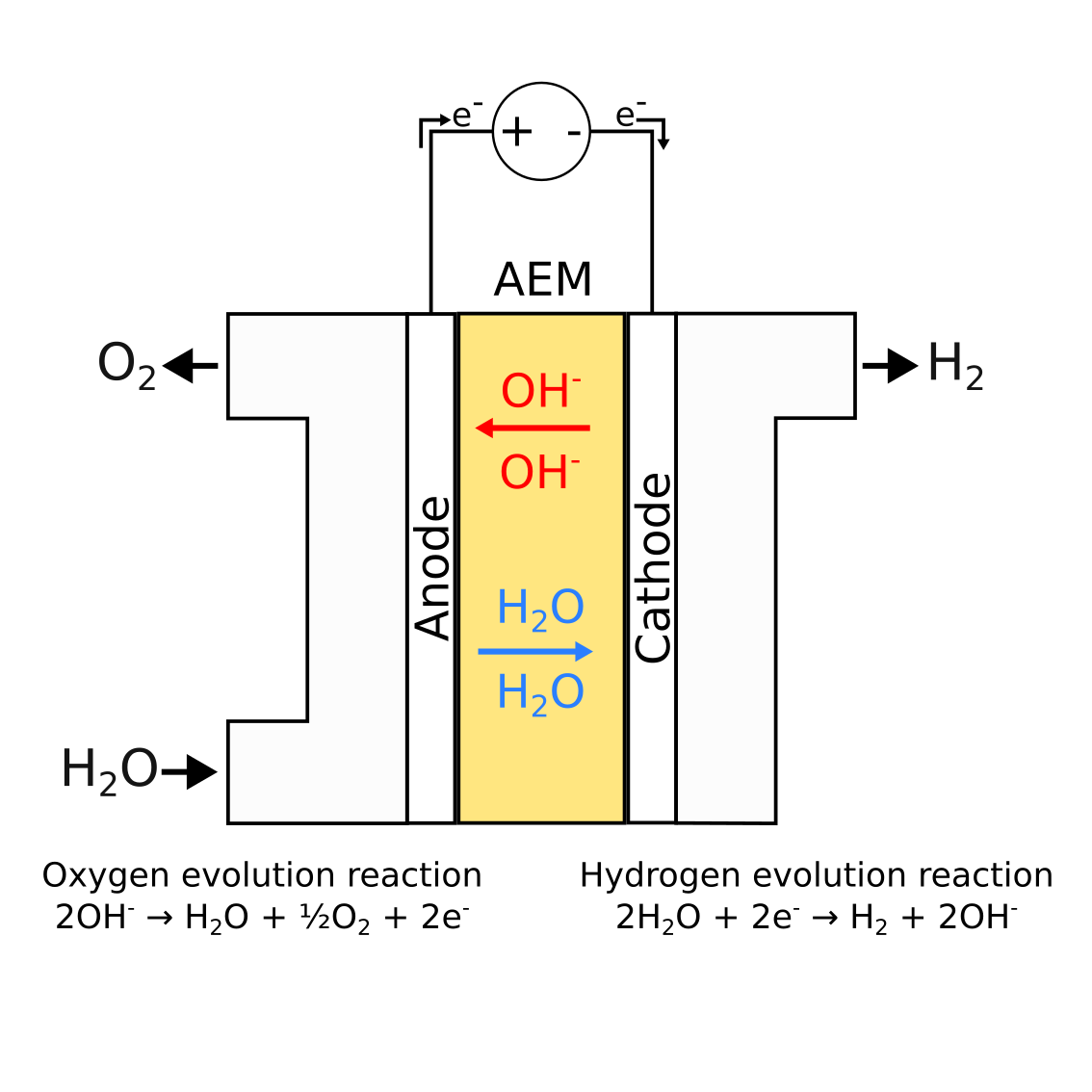
Електроліз води на аніонообмінній мембрані

- Електроліз води на аніонообмінній мембраніЕлектроліз води на аніонообмінній мембрані (AEMWE) — це потенційно недорога та стійка технологія виробництва водню, яка поєднує в собі переваги електролізу води на протонообмінній мембрані та традиційних систем лужного електролізу.[46] AEMWE є однією з найбільш економічно ефективних і перспективних технологій електролізу води завдяки застосуванню ефективних електрокаталізаторів з неблагородних металів і швидкому розвитку аніонообмінних мембран (AEM).[47] Дослідження аніонообмінних полімерів (AEP) зосереджено на катіонних структурах головки/остову/бічного ланцюга та ключових властивостях, таких як іонна провідність і лужна стабільність. Було запропоновано кілька підходів, таких як перехресне зшивання, мікрофазні та органічні/неорганічні композити, щоб покращити ефективність аніонного обміну та хімічну та механічну стабільність AEM.[48]
- Електроліз за високих температур — отримання водню в процесі високотемпературного електролізу (HTE), що забезпечується додатковою енергією у вигляді тепла. Оскільки частина енергії в HTE — теплова, менша кількість енергії потребує подвійного перетворення (з тепла в електрику, а потім в хімічну форму), тому на виробництво кілограму водню витрачається менше енергії. Електроліз може здійснюватись з використанням безпосередньо теплової ядерної енергії для розщеплення води на кисень і водень шляхом розігріву до високих температур (800 1000 °С) з подальшим розкладанням води на кисень і водень термохімічним шляхом. Крім того, в результаті цих процесів одержується низькоякісний «промисловий» водень, який є непридатним для використання в паливних елементах.[49] У цьому методі використовуються твердооксидні електролізери (SOE), які ефективні при високих температурах і можуть інтегруватися з відновлюваними джерелами енергії, такими як сонячна та вітрова енергія. Цей процес є більш енергоефективним, ніж традиційний електроліз, оскільки він використовує теплову енергію, зменшуючи загальні потреби в електроенергії.[50]
- Електроліз за високого тиску — електроліз води, внаслідок пропускання електричного струму через воду під високим тиском. Електроліз протонообмінної мембрани високого тиску (high pressure PEMEL), використовує електролізер з протонообмінною мембраною, що працює під тиском 80-200 бар. Цей метод підвищує ефективність виробництва водню та добре інтегрується з системами зберігання та розподілу водню під високим тиском, що робить його придатним для застосувань, таких як водневі заправні станції та промислові процеси, які потребують водню високої чистоти.[51]

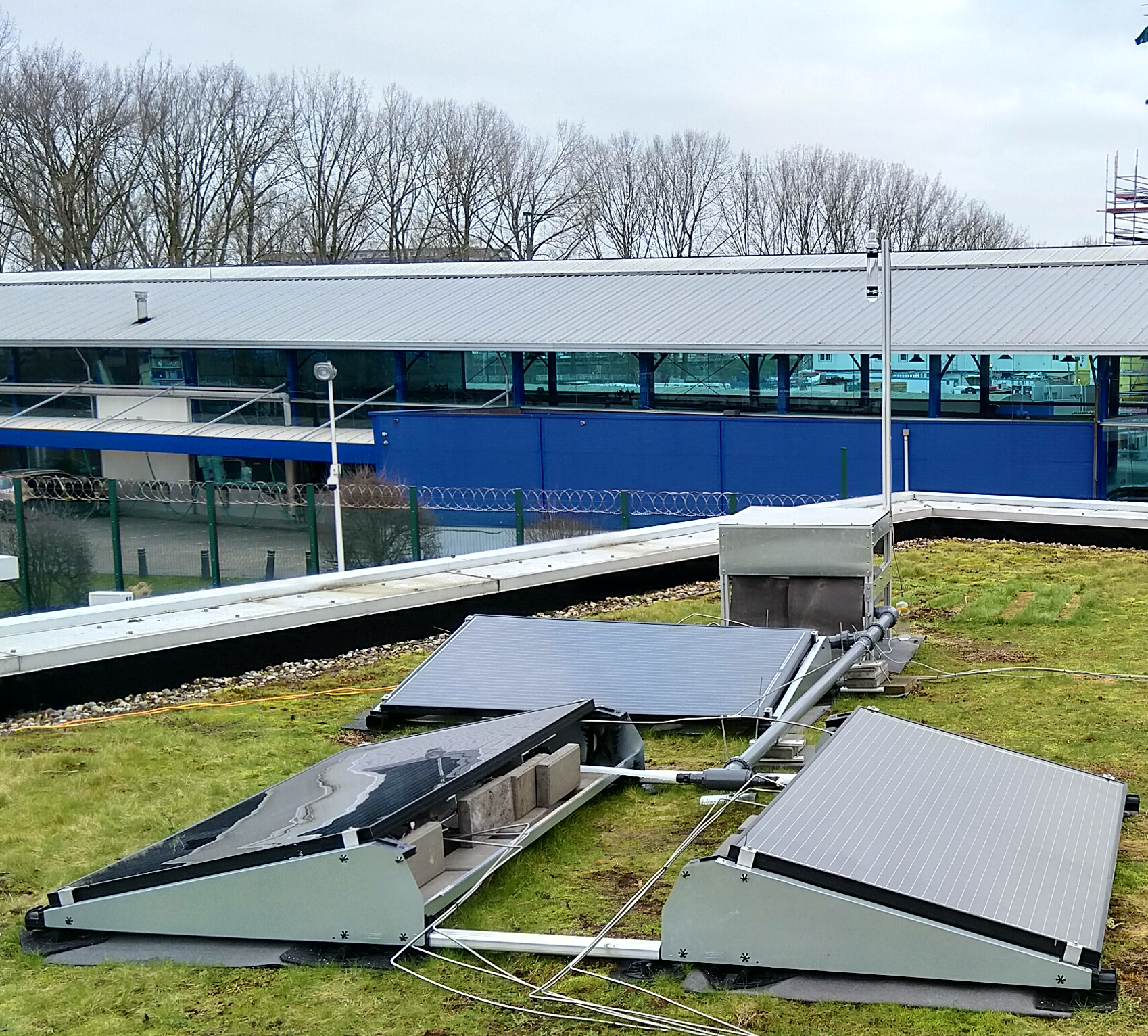
Сонячні панелі Solhyd, що виробляють водень

- Сонячні панелі Solhyd, що виробляють воденьФотоелектрохімічне розщеплення води — виробництво водню з використанням електроенергії, виробленої фотоелектричними системами. Вода розкладається на водень і кисень шляхом електролізу — фотоелектрохімічного (PEC) процесу, який також називають штучним фотосинтезом. Ця стійка технологія об'єднує напівпровідникові матеріали[52] з електрохімічними реакціями, використовуючи фотони для ініціювання електронного збудження всередині напівпровідника. Коли сонячне світло потрапляє на поверхню напівпровідника, електрони збуджуються з валентної зони в зону провідності, створюючи електронно-діркові пари. Ці носії заряду мігрують на поверхню, де беруть участь в окислювально-відновних реакціях: окисленні води на аноді з утворенням кисню та відновлення на катоді з утворенням водню.[53][54]
- Фотоелектрокаталітичне розщеплення води — це процес, який поєднує фотокаталіз і електрокаталіз для розщеплення води на водень і кисень під дією сонячної енергії на поверхні активних електродів. Фотокаталізатор, як правило, напівпровідниковий матеріал, такий як діоксид титану (TiO2) або оксид металу, поглинає фотони сонячного світла та створює в матеріалі електронно-діркові пари. Збуджені електрони переміщаються в зону провідності, а дірки утворюються у валентній зоні. Електрони та дірки відокремлюються та мігрують до поверхні фотокаталізатора. Катод і/або анод зазвичай покривають електрокаталізатором для покращення електродних реакцій і підвищення ефективності процесу. На катоді збуджені електрони відновлюють молекули води до H2 і гідроксилу, а з іншого боку дірки окислюють молекули води з утворенням O2 і протонів.[55]
- Термохімічне розщеплення води — виробництво водню на основі термохімічних циклів для розкладання води.[56] Є більш ніж 352[57] таких цикли. Близько десятка з них (наприклад, цикл оксиду заліза, цикл церій (IV)- церій(III) оксид, цикл цинк — цинк-оксид, сірко-йодний цикл,[58] мідно-хлорний і гібридний сульфурний цикл) зараз досліджуються і знаходяться на фазі випробування з метою одержання водню і кисню з води за допомогою теплової енергії та без використання електрики.[59] Ці процеси можуть бути ефективнішими, ніж електроліз за високих температур, діапазоні ефективності від 35–49 % LHV. Жоден з термохімічних процесів виробництва водню не був використаний на промисловому рівні, хоча деякі з них були продемонстровані в лабораторії.

#### Термохімічне перетворення відходів чи біомаси

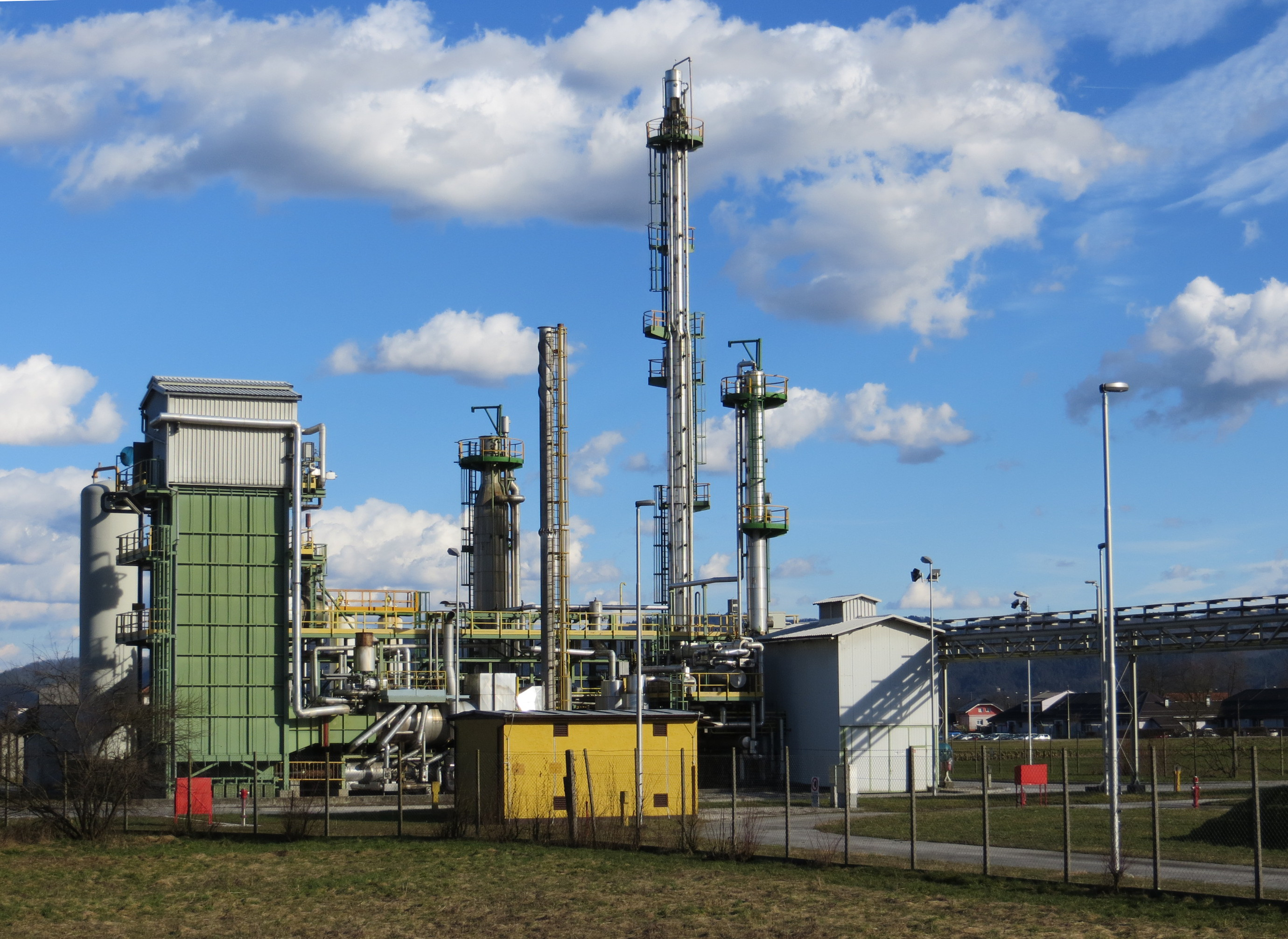
Завод з виробництва водню методом газифікації

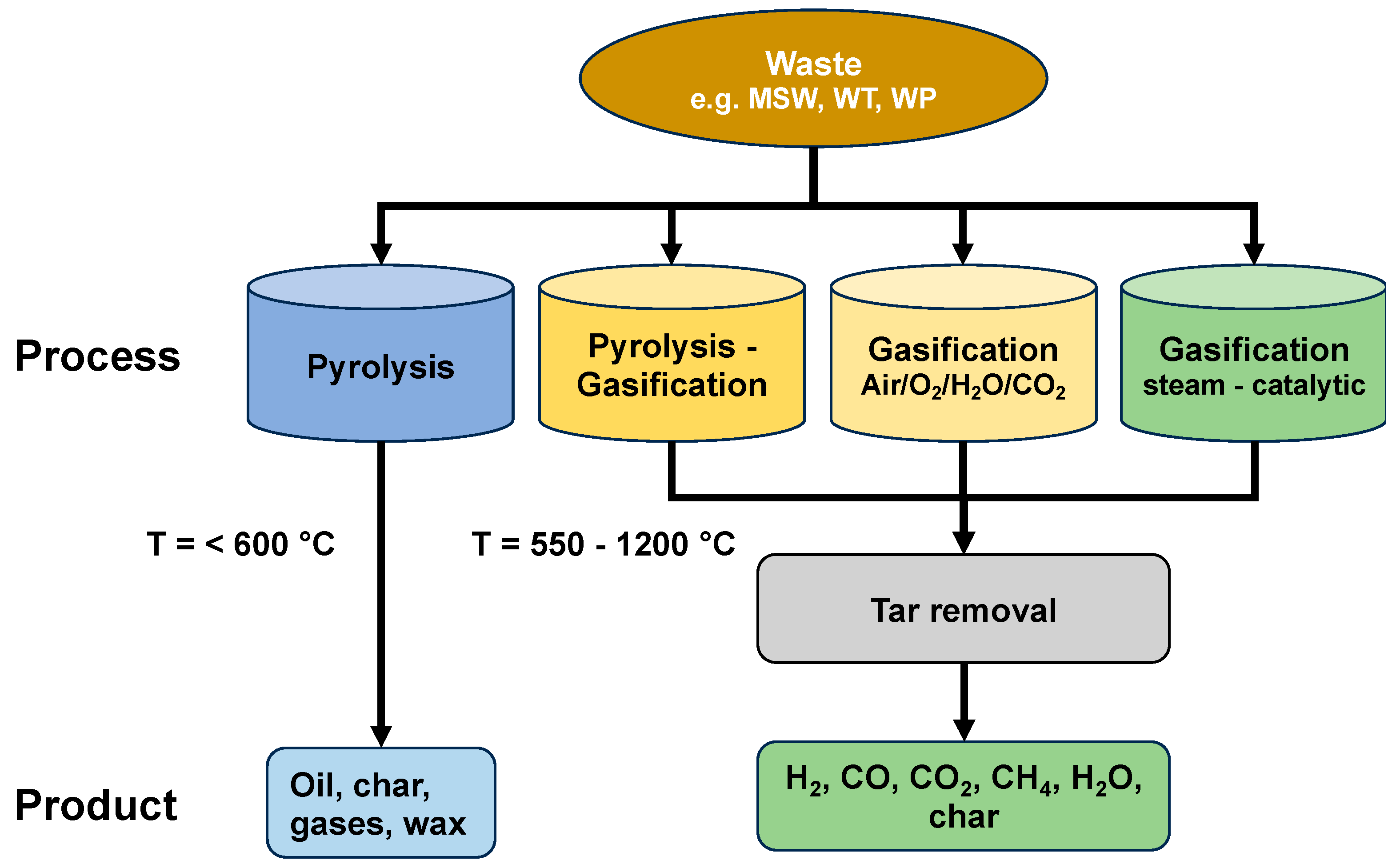
Схема термохімічної переробки твердих побутових відходів (MSW), відпрацьованих шин (WTs) і відходів пластику (WPs).

Методи термохімічного виробництва водню використовують високу температуру для виробництва водню з відходів чи біомаси.
До цих методів відносять газифікацію і піроліз, під час яких утворюється синтез-газ, з якого згодом отримують водень та інші цінні продукти; а також гідротермальні методи, такі як гідротермальне зрідження та гідротермальна газифікація. Перетворення відходів на енергію чи хімічні продукти відіграє ключову роль у парадигмі циркулярної економіки; а вартість такого водню і його екологічність є конкурентоспроможними, порівняно з іншими методами виробництва водню.
Серед перетворення відходів, ці методи застосовуються для виробництва водню з твердих побутових відходів, відпрацьованих шин, відходів пластику та харчових відходів.

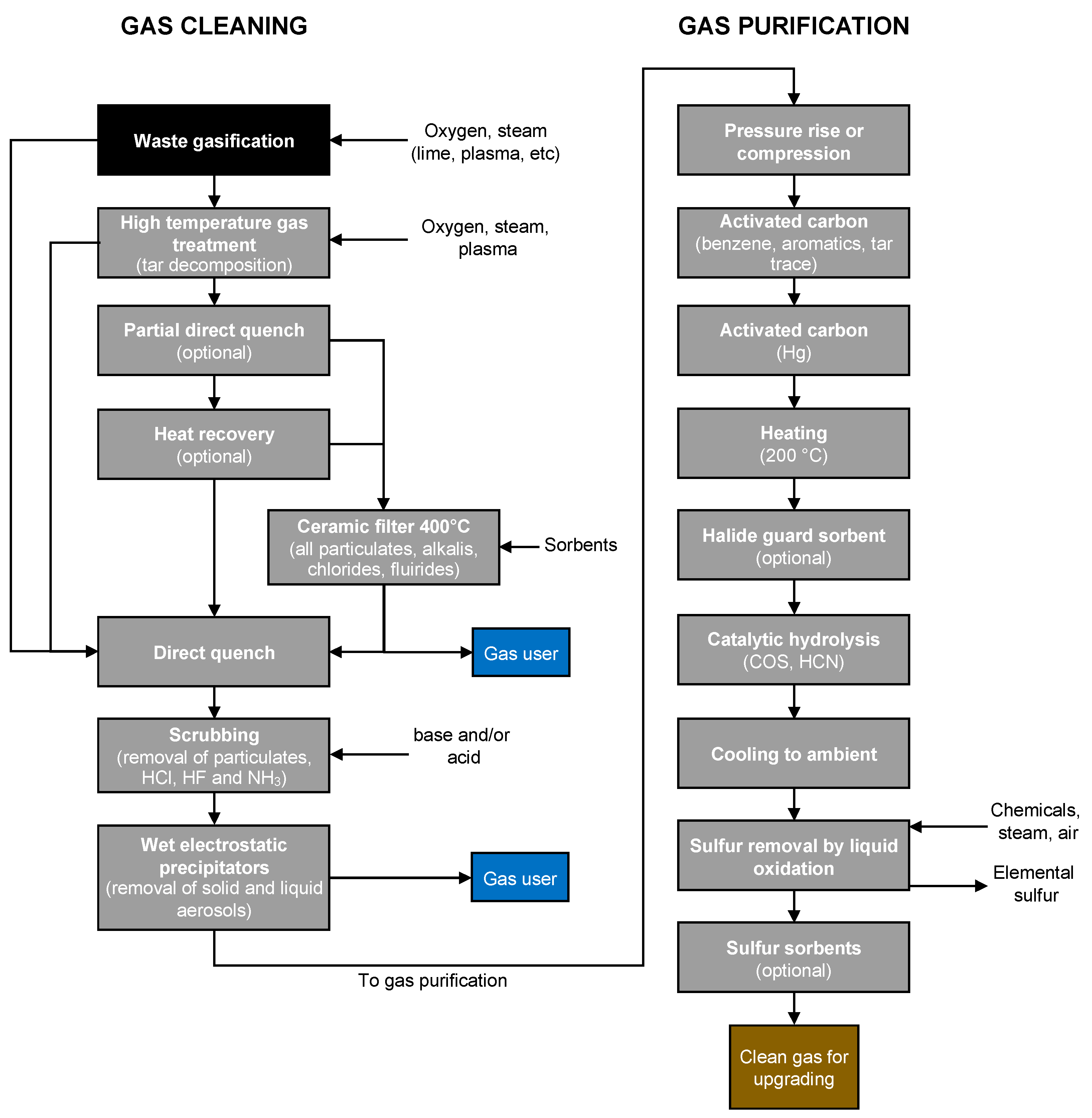
Газифікація відходів для виробництва синтез-газу і подальшого виробництва водню.

Газифікація відходів є дуже перспективним варіантом отримання відновлюваного водню. В якості сировини було досліджено багато різних типів відходів, таких як тверді побутові відходи, зношені автошини або пластикові відходи. Повідомлялося про продуктивність до 300 г H2/кг сировини, що вказує на те, що ця технологія має великий економічний потенціал. Однією з головних переваг технології газифікації є її універсальність і придатність для дуже різних матеріалів, наприклад, різних типів відходів; а синтез-газ після обробки завжди має однакову якість, незалежно від вихідної сировини.
Щодо виробництва водню з пластикових відходів, газифікація пластику є, станом на початок 2020-х, найпопулярнішою технологією в промислових масштабах, хоча піроліз пластикових відходів, та його модифікації (такі як піроліз-паровий риформінг, піроліз-CO2 сухий риформінг, піроліз-плазмова каталітична обробка), можуть запропонувати збільшене виробництво водню, порівняно з газифікацією.

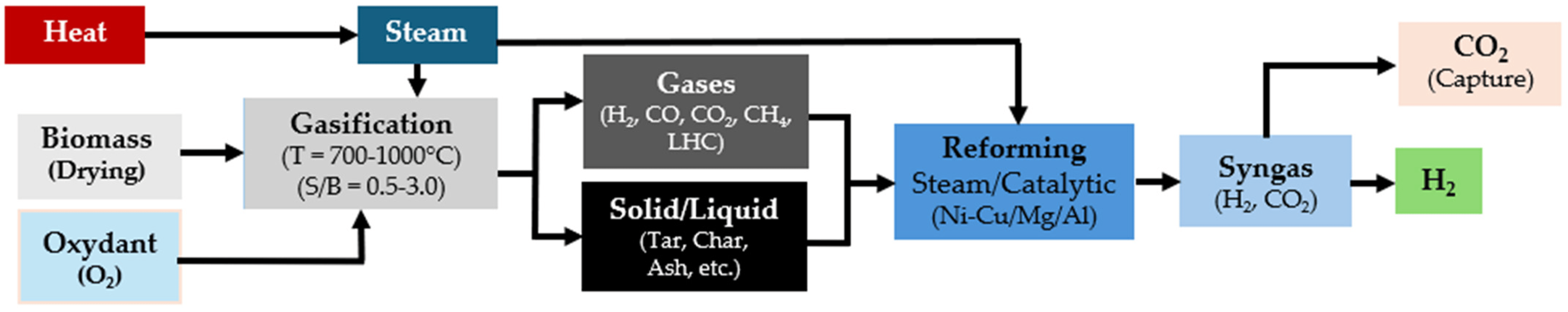
Схема газифікації біомаси для виробництва відновлювального водню.

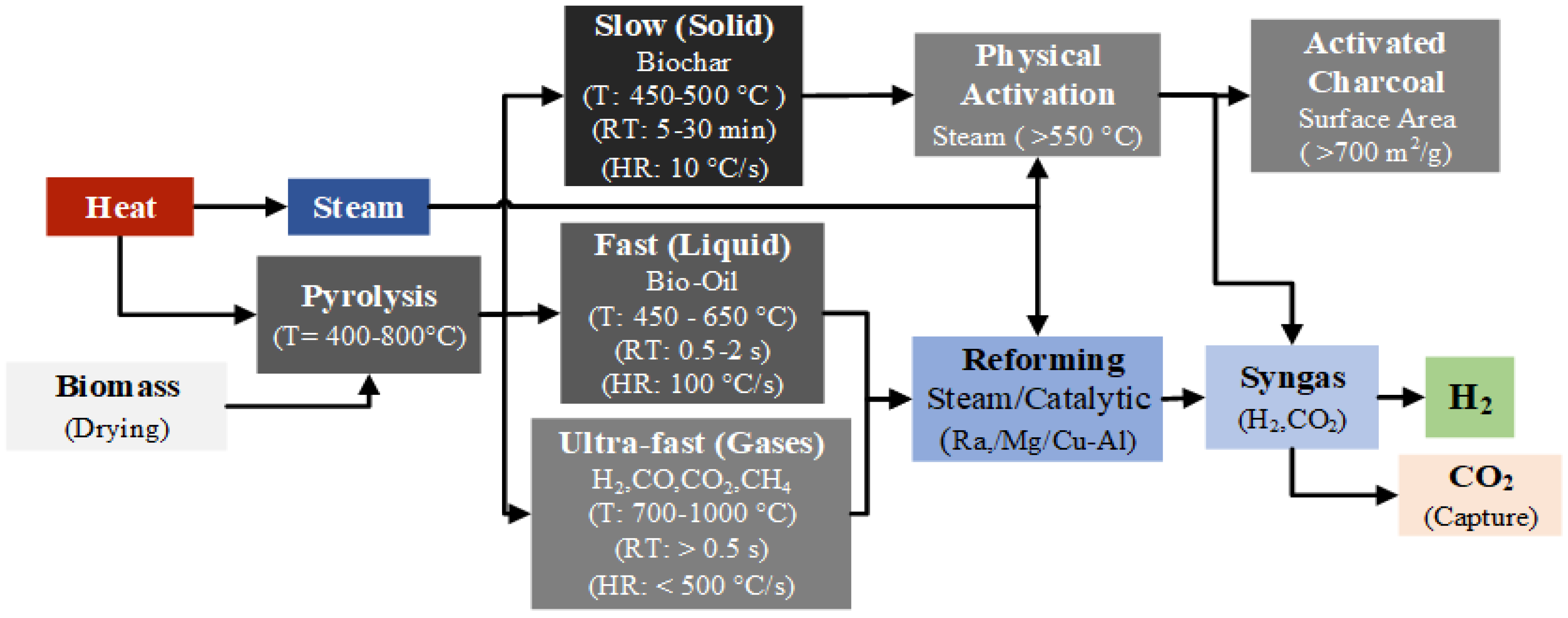
Схема піролізу біомаси для виробництва відновлювального водню.

Серед перетворення біомаси, водень (біоводень) отримується шляхом газифікації та піролізу органічної біомаси, такої як сільськогосподарські відходи, відходи деревини, відходи харчової промисловості та водорості.
Біоенергетика з використанням технології уловлювання та зберігання вуглецю (BECCS) передбачає термохімічне перетворення біомаси з інтеграцією технологій уловлення і зберігання вуглецю, для виробництва «чистого» водню.
Технології термохімічного перетворення біомаси та відходів в поєднанні з технологіями уловлення та зберігання вуглецю, є «найчистішими» з точки зору викидів CO2 в атмосферу, і можуть бути не тільки вуглецево-нейтральними, а й вуглецево-негативними.

#### Біотехнологічне виробництво водню
Біотехнологічне виробництво водню — виробництво біоводню методами біотехнології. Включає ферментативне виробництво водню з біомаси, біофотоліз, мікробні електролізні елементи; та їх синергічні комбінації.
- Ферментативне перетворення (зброджування) органічного субстрату в біоводень здійснюється спеціальними бактеріями в мультиферментативних системах. Поділяється, в залежності від потреби в сонячному світлі, на темнову ферментацію та фотоферментацію. Ферментація біомаси — це екологічно чистий процес із використанням відновлюваної біомаси, який до того ж сприяє вирішенню проблеми утилізації відходів.[69] Наприклад, з 1 кг твердих органічних відходів, таких як харчові та сільськогосподарські відходи, можливо отримати 100–110 літрів біоводню та 50–60 літрів біометану; а твердий залишок (30 г/кг відходів) можливо використовувати як тверде біопаливо або перетворити на біодобриво.[70] Біоводень може вироблятися у біореакторі, що містить органічні відходи, найчастіше — сільськогосподарські і органічні відходи[71][72], стічні води[73], або біомасу спеціальних зелених мікроводоростей, що можуть рости у забруднених водоймах. Виробництво біоводню може поєднуватись з виробництвом біометану,[70] чи біобутанолу та біополімерів, для максимізації економічної ефективності.[74] Пілотний проект фабрики з виробництва біоводню з відходів (стебел) кукурудзи шляхом темнової ферментації та фотоферментації показав період окупності 6,86 років (порівняно з 10,28 років при виробництві методом електролізу з використанням відновлюваної енергетики). Ціна виробництва склала дешевше виробництва електролізом з використанням сонячної чи вітрової енергії, але дорожче виробництва газифікацією біомаси.[75]
- Електрогідрогенез (електроліз з біокаталізаторами) — цьому процесі застосовують мікробний електролізний елемент (Microbial electrolysis cell) для отримання біоводню з різних органічних відходів. Мікробний електролізний елемент (МЕЕ) — це технологія, пов'язана з мікробними паливними елементами. Мікробні паливні елементи виробляють електричний струм від мікробного розкладання органічних сполук, тоді як МЕЕ генерують водень або метан з органічного матеріалу, застосовуючи електричний струм.[76][77]
- Методи, засновані на біофотолізі, використовують фотосинтезуючі мікроорганізми, такі як водорості[78] та ціанобактерії, для розщеплення молекул води на водень і кисень за допомогою енергії світла. У цьому процесі спеціальні ферменти, такі як гідрогенази, каталізують відновлення протонів (H+) до молекулярного водню (H2), тоді як кисень виділяється як побічний продукт. Біофотоліз поділяється на прямий і непрямий.[79]

## Зберігання і транспортування

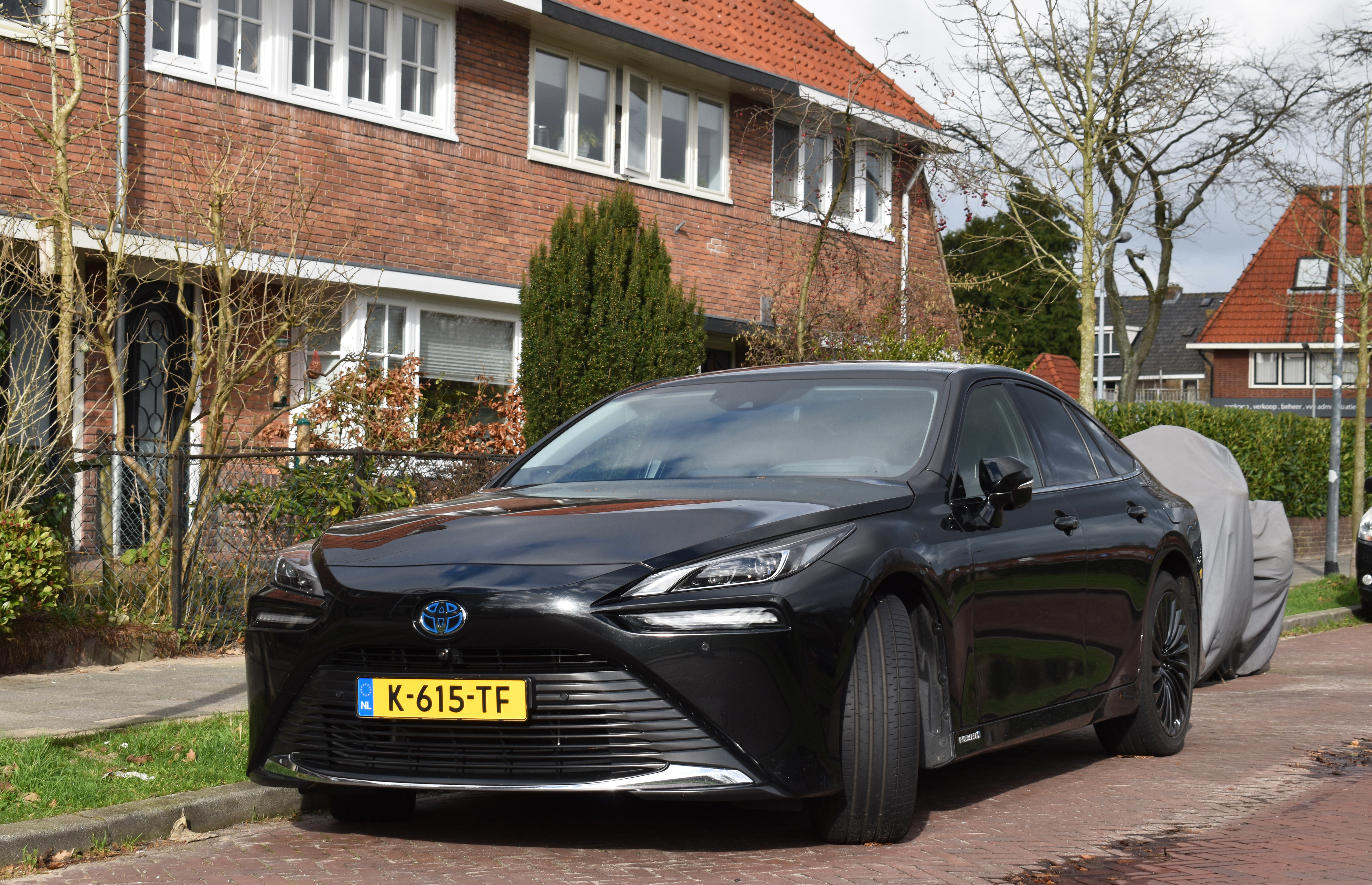
Toyota Mirai 2021 — водневий гібридний автомобіль на паливних елементах, що випускається з 2013 року.

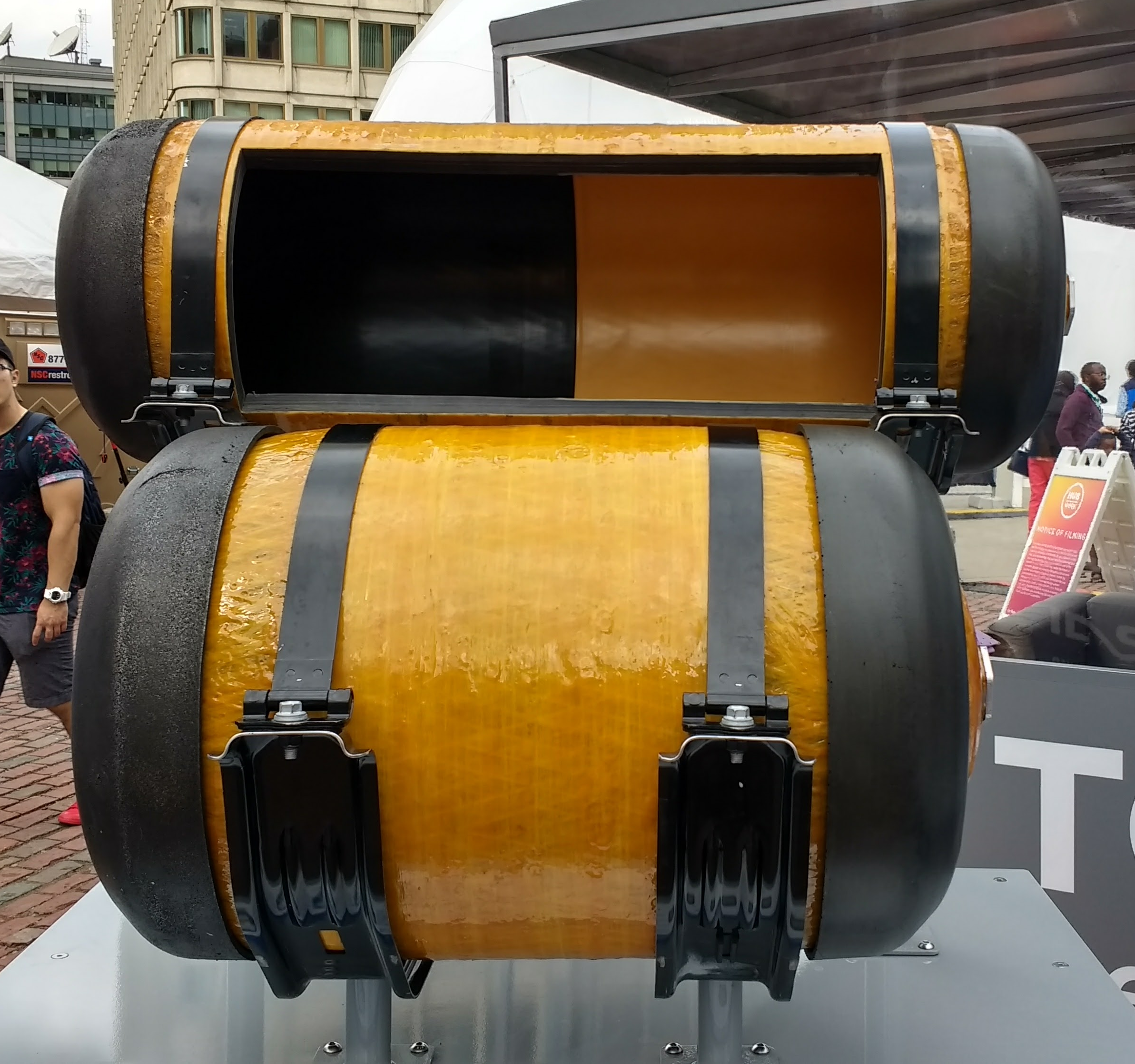
Баки для водню для Toyota Mirai.

Найпоширенішим методом зберігання водню на борту сучасних водневих автомобілів є зберігання у вигляді стиснутого газу за тиску приблизно 350 та 700 бар (35 та 70 МПа). Щоб зробити зберігання водню конкурентоспроможним, тиск щонайменше 350 бар вважається необхідним. Існуючі моделі баків вироблених з вуглепластикового волокна легкі та надійні. Збереженого в них водню достатньо для 500–850 км пробігу автомобіля.
Хоча молекулярний водень має дуже велику густину енергії за масою (частково через свою малу молекулярну масу), як газ за звичайних умов він має дуже низьку густину енергії за об'ємом. При використанні як палива, що зберігається на борту транспортного засобу, чистий водень повинен бути зрідженим або перебувати під тиском, щоб забезпечити достатню дальність руху. Зі зростанням тиску підвищується і густина енергії за об'ємом, що робить можливим виготовлення менших, але не легших баків (див. ємності високого тиску). Підтримка високого тиску вимагає більших витрат енергії. Крім цього, для зручного зберігання може використовуватись рідкий або в'язкий водень, його об'ємна густина енергії також достатньо висока. Однак рідкий водень криогенний і кипить за температури 20,268 K (-252,882 °С). При криогенному зберіганні водень має меншу вагу, але зрідження вимагає великих витрат енергії. Процес зрідження є енергоємним, бо містить стадії охолодження та піддання тиску. Густина енергії зрідженого водню за об'ємом приблизно в чотири рази нижча, ніж бензину, через малу густину рідкого водню — насправді водню більше в літрі бензину (116 грамів), ніж у літрі чистого рідкого водню (71 грам). Баки, призначені для зберігання рідкого водню, повинні бути надійно ізольовані, щоб звести до мінімуму можливість скипання. Навколо бака може утворюватися крига і сприяти його роз'їданню у випадку, якщо ізоляція баку з рідким воднем вийде з ладу.

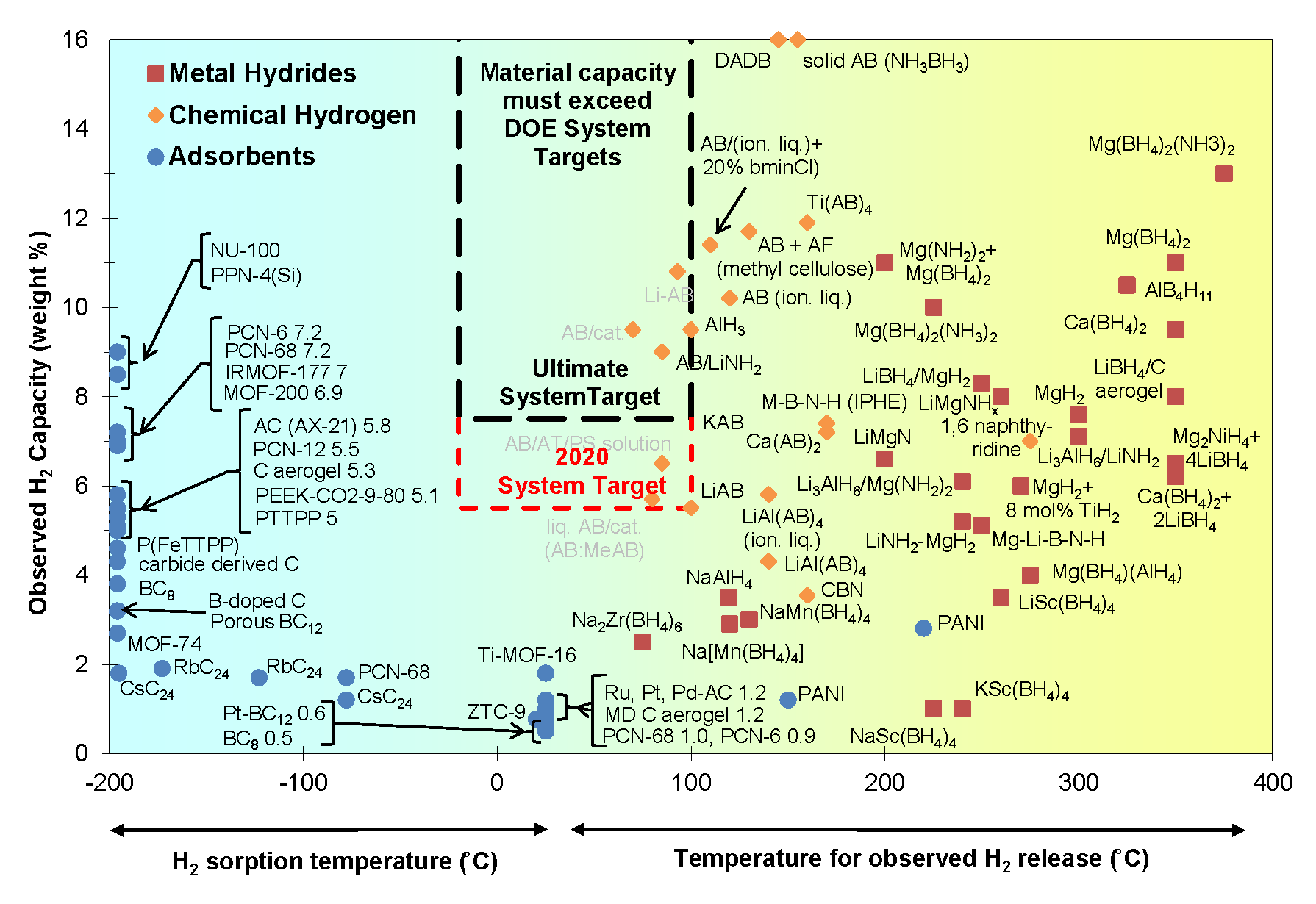
Матеріали для зберігання водню

На відміну від зберігання молекулярного водню, водень можна зберігати у вигляді аміаку, хімічного гідриду або у вигляді інших водневмісних носіїв водню. З метою одержання матеріалу для зберігання водню, який можна буде відносно легко транспортувати, водень у вигляді газу реагує з деякими іншими речовинами. Матеріал для зберігання водню можна змусити розпадатися під час використання під дією водню. Крім проблем, пов'язаних з густиною при зберіганні молекулярного водню, існують інші перешкоди введення схем зберігання водню в експлуатацію. Ці проблеми — результат необхідності високого тиску і температури для формування гідридів та випуску водню. Для багатьох потенційних систем зберігання кінетика гідрування та дегідрування і теплоізоляція — також проблеми, які необхідно вирішити.
Третій можливий підхід — поглинання молекулярного водню твердими носіями. На відміну від згаданих вище гідридів, водень не дисоціює/рекомбінує при наповненні/спустошенні системи зберігання, а отже, не страждає від кінетичних обмежень, які є у багатьох гідридних системах зберігання. Густину водню, близьку до густини зрідженого водню, можна досягнути за відповідного рівня поглинання. Серед запропонованих поглиначів були MOFs, наноструктурне вугілля (у тому числі CNTs) і клатратні гідрати.

### Газоподібний водень

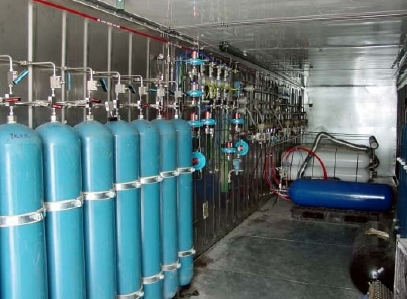
Каскадна система зберігання водню

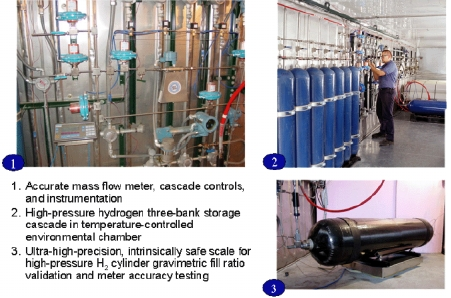
Каскадна система зберігання водню з поясненням

Існує три основні способи транспортування газоподібного водню: трубопровідний транспорт, автомобільні перевезення і морський транспорт.

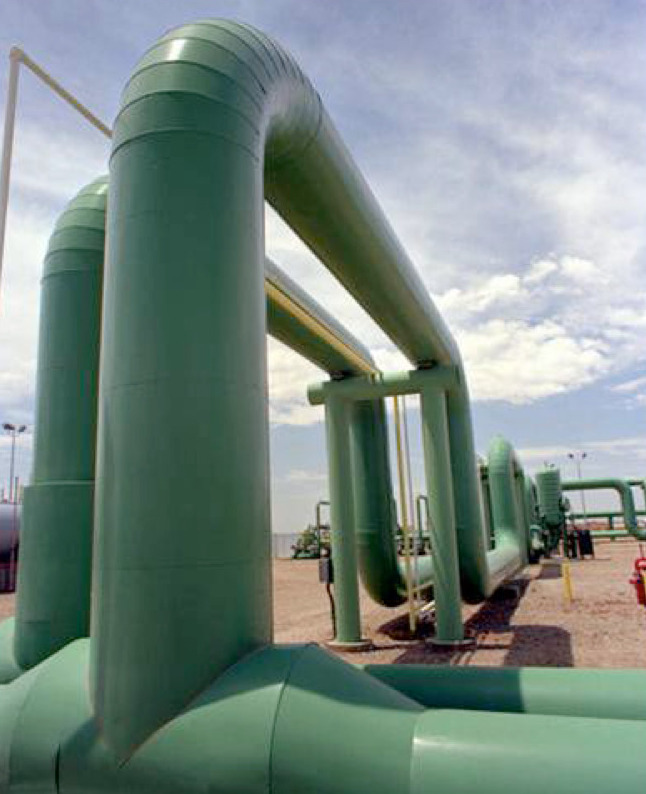
Водневий трубопровід

Водень можливо рентабельно транспортувати за допомогою наявних трубопровідних систем. Станом на 2024 рік у світі експлуатують тисячі кілометрів водневих трубопроводів. Для цього, необхідним є аналіз поточного стану трубопровідних систем та оцінка впливу водню на стан трубних сталей, їх роботоздатність та залишковий ресурс.

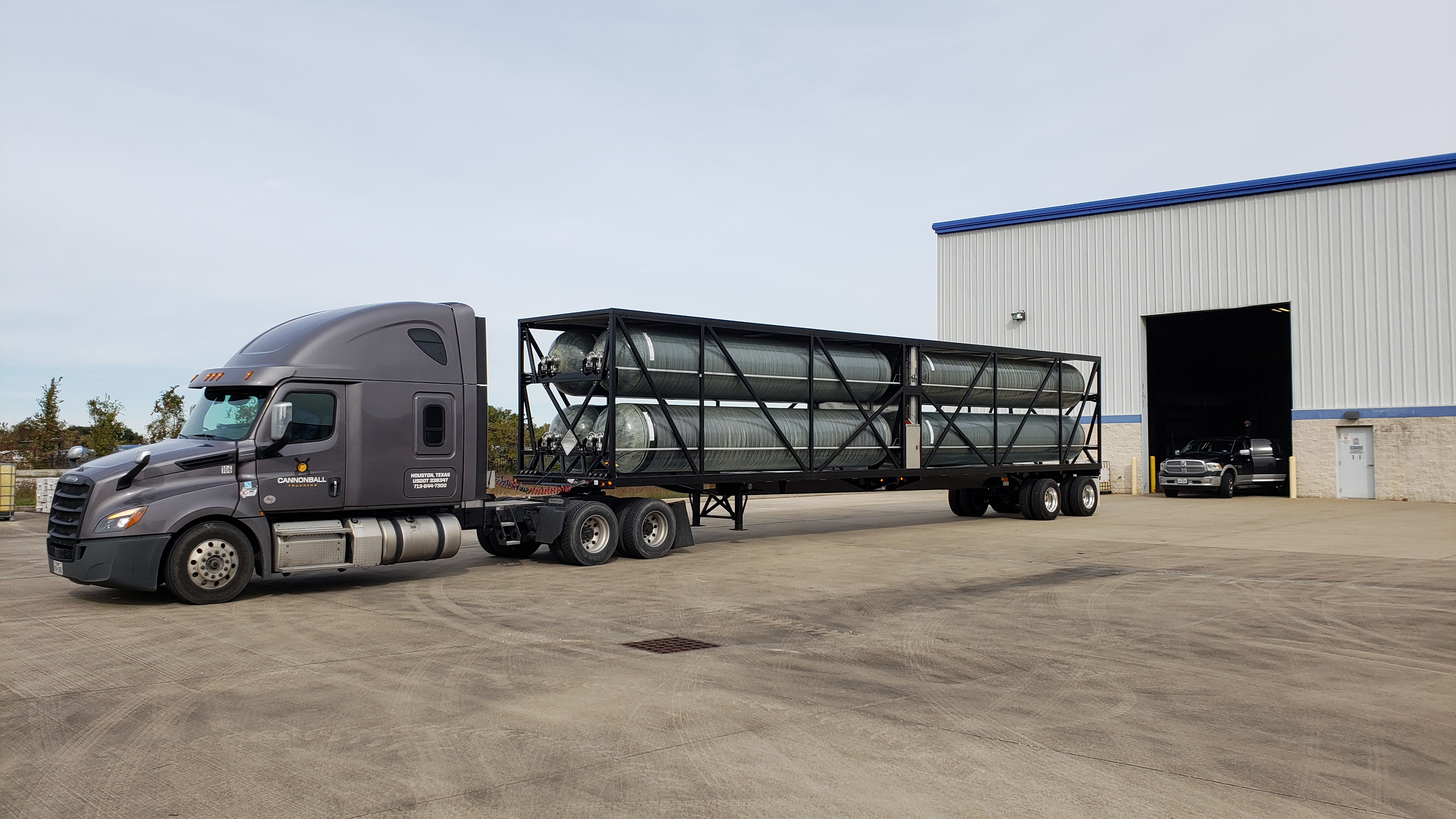
Транспортування водню

Автомобільний транспорт підходить для транспортування водню в баках на короткі відстані, так як низька об'ємна щільність газоподібного водню робить великомасштабне транспортування водню вантажівками економічно недоцільним.
Підземне зберігання водню — це практика зберігання водню в підземних сховищах з соляним склепінням і в вичерпаних нафтових і газових родовищах. Велика кількість газоподібного водню зберігається в підземних сховищах в ICI протягом багатьох років без будь-яких труднощів. Велика кількість сховищ для зберігання водню під землею може стати розгалуженою системою зберігання енергії, що має велике значення для водневої енергетики.

### Зріджений водень
Транспортування водневого палива в рідкому вигляді підходить для транспортування водню на великі відстані і в великих об'ємах, і є перспективним. Але транспортування рідкого водневого палива утруднене через необхідність підтримки вкрай низьких температур (-253 °C) в контейнері, і кипіння та випаровування водню у випадку її підвищення. Таким чином, іншими, більш контрольованими та дешевшими методами, які використовуються сьогодні, є аміак і рідкі носії водню.

### Носії водню
Носії водню — це матеріали або сполуки, здатні ефективно зберігати й транспортувати водень. Вони відіграють важливу роль у подоланні проблем, пов'язаних із низькою щільністю енергії водню та викликами його зберігання і транспортування.

#### Аміак
Аміак (NH3) можна використовувати як носій водню, оскільки він має високий вміст водню за масою (17,6 %) і вже виробляється у великих масштабах для промислових цілей. Аміак є стабільною сполукою в умовах навколишнього середовища, що дозволяє зберігати і транспортувати його на великі відстані. Аміак можна розкласти на водень і азот за допомогою процесу, який називається крекінг аміаку. Це може бути досягнуто термічно або каталітично, виробляючи чистий водень, який потім можна використовувати в паливних елементах або інших застосуваннях.
Енергетична щільність аміаку вища, ніж стисненого газоподібного водню, що робить його більш практичним для транспортування на великі відстані, не вимагаючи надзвичайного стиснення.
Аміак можна виробляти з використанням відновлюваних джерел енергії (зелений аміак), що робить його потенційним носієм відновлюваного водню, тим самим сприяючи зусиллям з декарбонізації.

#### Гідриди металів
Абсорбційне зберігання водню в гідридах металів забезпечує високу об'ємну щільність енергії, а також переваги безпеки.

#### Рідкі органічні носії водню
Водень може бути хімічно зв'язаний з органічними сполуками, такими як дибензилтолуол та інші, що може забезпечити безпечне та ефективне зберігання і транспортування водню.

#### Кам'яне вугілля
Досліджується можливість зберігання водню в кам'яному вугіллі, яке, завдяки сорбції та дифузії водню в пористу структуру вугілля, може утримувати в собі велику масу водню, що може спростити його зберігання та транспортування. Окрім того, кам'яне вугілля використовується для виробництва водню методами газифікації та ферментації; а також відходи його виробництва.

## Інфраструктура

### Виклики виробництва та транспортування
Інфраструктура водневої енергетики складається з промислової трубопровідної системи, призначеної для транспортування водню, і водневих заправних станцій, як, наприклад, ті, що знаходяться на так званому «водневому шосе» (шосе, вздовж яких розміщується низка водневих заправок). У водневих заправках, які не розташовані поруч з водневою трубопровідною системою, постачання водню здійснюється через доставку цистерн із стисненим або зрідженим воднем вантажівками, або ведеться виробництво водню на місці.

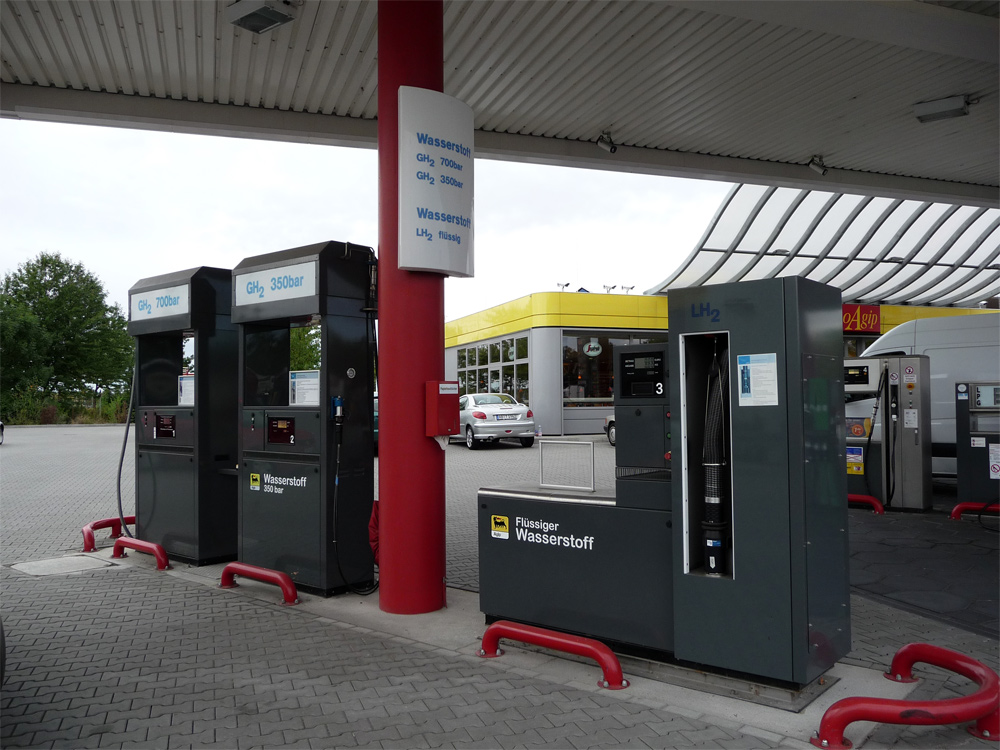
Три типи водневих диспенсерів (заправних колонок). Зліва-направо: на 700 бар, на 350 бар та для рідкого водню.

Через скрихчення сталі воднем, труби, призначені для природного газу, повинні бути покриті всередині або замінені на нові (станом на 2007 рік у Сполучених Штатах протяжність водневої трубопровідної системи для водню була понад 700 миль). Хоча встановлення дороге, такі трубопроводи є найдешевшим способом транспортування водню з пункту А в пункт Б. Постачання водню трубопроводами — звичайна складова виробництва у комплексах крекінгу нафти, в яких водень потрібен для проміжного використання при гідрокрекінгу для вдосконалення виробництва палива з сирої нафти.
Теоретично, транспортування водню трубопроводами можна уникнути при розгалуженій системі виробництва водню, у якій водень вироблятиметься на місці за допомогою генераторів середніх і малих розмірів, які будуть виробляти достатньо водню для особистого користування, або, можливо, для постачання сусіднім користувачам. Врешті-решт, найвдалішим може виявитися поєднання кількох варіантів транспортування і розповсюдження водню.
Мільйони тонн водню щороку розповсюджуються у всьому світу різними способами, але постачання водню окремим споживачам вимагатиме еволюції паливної інфраструктури. Наприклад, за даними GM, 70 % населення США живе поблизу об'єкта, що генерує водень, але відкритий доступ потенційних споживачів до цього водню обмежений. Це ж саме дослідження, однак, показує, що систематична побудова інфраструктури набагато здійсненніша і доступніша, ніж думає більшість людей. Наприклад, у одній статті було зазначено, що водневі станції могли б бути споруджені через кожні 10 миль на прилеглій до Лос-Анджелеса території, а також на шосе між Лос-Анджелесом і сусідніми містами, наприклад, Палм-Спрінгсом, Лас-Вегасом, Сан-Дієго й Санта-Барбарою, за ту ж суму, яку 15 мільйонів жителів цієї території витрачають на одну чашку лате у Starbuck's.
В майбутньому у водневій енергетиці сировина та первинні джерела енергії будуть використовуватися для одержання водню як резерву енергії для різних секторів економіки. Виробництво водню з первинних джерел енергії, крім вугілля, нафти і природного газу, призведе до скорочення викидів парникових газів, які утворюються при горінні цих викопних енергоресурсів.
Однією з основних властивостей водневої енергетики є те, що у пересувних конструкціях (в основному в автомобільному транспорті) виробництво і використання енергії відбувається окремо. Тепер первинне джерело енергії не повинне подорожувати разом з автомобілем, що відбувається при використанні вуглеводневого палива. Можна уникнути утворення і розсіяння вихлопних викидів, якщо енергія (разом з забрудниками навколишнього середовища) буде одержана з точкових джерел, тобто у великих, централізованих об'єктах з високою ефективністю. Це дасть можливість застосовувати такі технології, використання яких у рухомих механізмах неможливе (наприклад, технологія зв'язування вуглецю). Також можуть бути застосовані системи розповсюдження виробленої енергії, пов'язані з водневими заправними станціями.
Якщо не брати до уваги виробництво необхідної енергії, виробництво водню може бути як централізованим, так і розгалуженим, або тим і іншим одночасно. Виробництво водню на заводах, що використовують первинну енергію, обіцяє бути високоефективним, але у той же час труднощі, пов'язані з транспортуванням великих об'ємів водню (у зв'язку з дифузією водню крізь тверді матеріали та подальшим їхнім скрихченням) роблять вигіднішим для водневої енергетики транспортування електричної енергії. За такої системи невеликі місцеві заводи чи навіть заправні станції можуть виробляти водень, використовуючи енергію, надану розгалуженою електромережею. Хоча ефективність централізованого виробництва водню, ймовірно, вища, витрати енергії на транспортування водню роблять таку систему врешті-решт менш ефективною за розгалужену, якщо розрахувати витрати енергії на виробництво і надання кінцевому користувачу одного кілограму водню.
Дотримання балансу між транспортуванням водню та передачею електроенергії на далекі відстані є надзвичайно важливим для водневої енергетики.
Але знову ж таки, можна уникнути складного вибору джерел виробництва і способу транспортування водню, якщо водень буде автономно вироблятись в місцях використання (в будинках, на промислових об'єктах, або на заправних станціях) з відновлюваних джерел.

### Розгалужене виробництво водню
Такий підхід дозволить уникнути транспортування водню, транспортуючи натомість електроенергію. Для транспортування електроенергії до розташованих на заправних станціях електролізаторів локального значення будуть використані вже існуючі електромережі. Однак, враховуючи кількість енергії, необхідної для виробництва електроенергії, та її втрати при передачі, приходимо до висновку, що загальна ефективність знизиться.
На частку електростанцій на комбінованому циклі природного газу, які виробляють електроенергію з ефективністю від 60 %, припадає майже все будівництво нових електростанцій у Сполучених Штатах. Зростаючий попит на електроенергію, чи то за рахунок водневих автомобілів чи інших потреб, буде мати незначний вплив на появу нових електростанцій комбінованого циклу. Ефективність системи розгалуженого виробництва водню буде становити приблизно 40 %. Однак, враховуючи, що ефективність сьогоднішньої енергосистеми становить близько 40 %, через використання різних видів палива та різних методів перетворення енергії, ефективність розгалуженого виробництва водню становитиме приблизно 25 %.

## Водневі паливні елементи

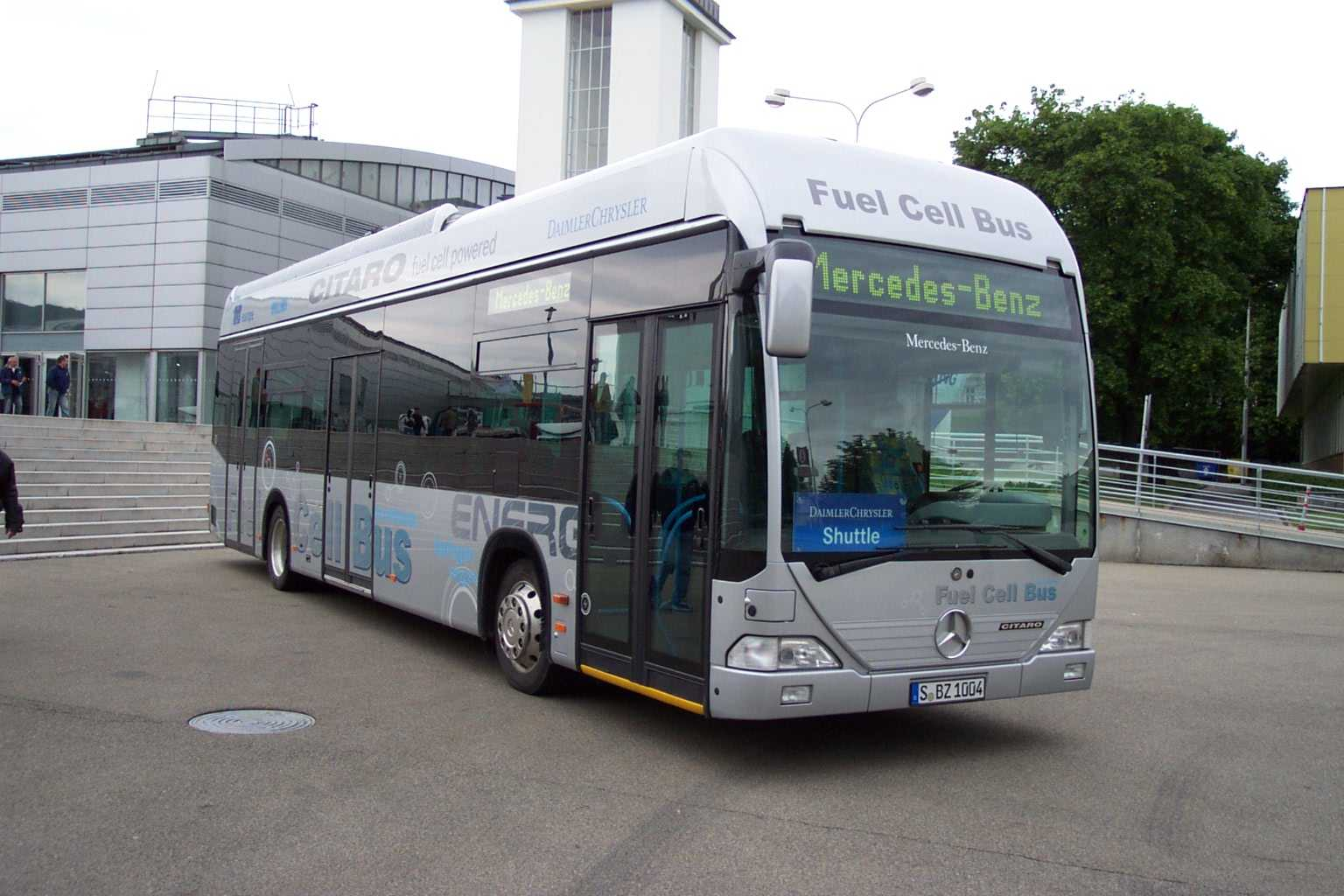
Автобус Mercedes-Benz Citaro з двигуном на паливних елементах на виставці Autotec у Брно, Чехія, 2006 рік

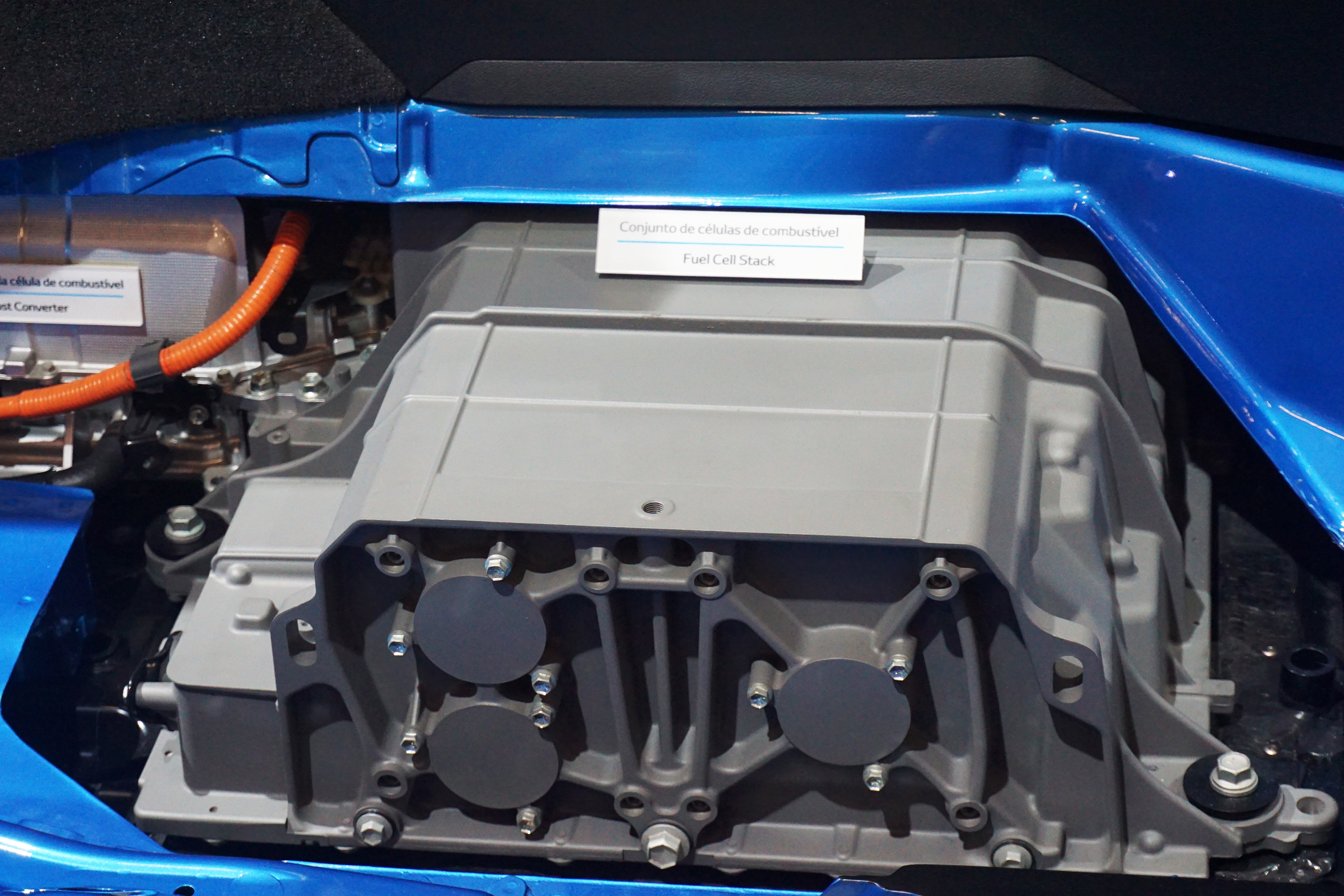
Водневі паливні елементи в Toyota Mirai 2016

Основна стаття: Паливний елемент
Водневі паливні елементи — це ефективні та чисті перетворювачі енергії, які використовують хімічну енергію водню для виробництва електроенергії, причому побічними продуктами є лише вода та тепло. Ця технологія є перспективною для різних секторів, від транспорту до стаціонарного виробництва електроенергії, пропонуючи шлях до скорочення викидів парникових газів і забезпечення сталого майбутнього.
Протягом десятиліть досягнення в матеріалознавстві, інженерії та інфраструктурі перевели водневі паливні елементи від теоретичних концепцій до практичних застосувань.
Хоча водень може бути використаний у звичайних двигунах внутрішнього згоряння, у паливних елементах, бо вони електрохімічні, є ефективнішими за теплові двигуни. Виготовлення паливних елементів дорожче, ніж виготовлення широковживаних двигунів внутрішнього згоряння, але воно дешевшає з розвитком нових технології і систем виробництва.
Деякі види паливних елементів працюють на вуглеводневому паливі, але всі вони можуть працювати на чистому водні. Якщо паливні елементи матимуть конкурентоспроможну ціну в порівнянні з двигунами внутрішнього згоряння й турбінами, великі газові електростанції зможуть впровадити цю технологію.
Необхідно розрізняти так званий водень «технічного класу» (чистотою від 99,999 %), який підходить для використання у паливних елементах, та водень «промислового класу», який містить вуглецеві та сірчані домішки, але може вироблятись значно дешевшим способом — методом парового перетворення. Для живлення паливних елементів необхідний водень високої чистоти, адже домішки швидко виведуть його з ладу.
Інтерес до водневої енергетики сфокусований головним чином на перспективі використання паливних елементів в автомобілях. Відношення потужності до ваги у паливних елементах може бути найкращим, вони набагато ефективніші, ніж двигуни внутрішнього згорання, до того ж не виробляють шкідливих відходів. Якщо буде впроваджено практичний метод зберігання водню, а вартість паливних елементів знизиться, вони можуть стати економічно конкурентоспроможними в порівнянні з автомобілями на гібридних паливних елементах/батареях або на звичайних двигунах. Економічна конкурентоспроможність транспортних засобів на паливних елементах зростатиме з ростом цін на вуглеводневе паливо, що використовується у двигунах внутрішнього згорання, адже легкодоступні резерви цих ресурсів майже виснажені, а також з огляду на штрафи за забруднення навколишнього середовища.

### Типи водневих паливних елементів

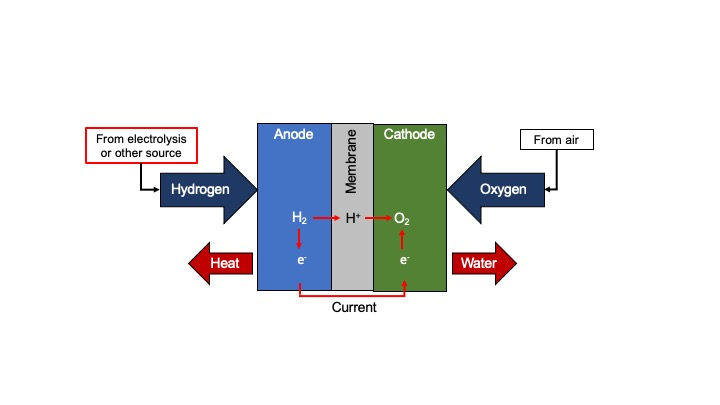
Паливний елемент схематично

Паливні елементи бувають різних типів, але всі вони працюють за однаковим принципом. По суті, паливний елемент складається з трьох суміжних сегментів: анода, електроліта і катода.
Залежно від типу використовуваного електроліту паливні елементи можна класифікувати на протонообмінні мембранні паливні елементи (PEMFC), лужні паливні елементи (AFC), фосфорно-кислотні паливні елементи (PAFC), розплавлені карбонатні паливні елементи (MCFC) і твердооксидні паливні елементи (SOFC).
- Протонообмінні мембранні паливні елементи (PEMFC) працюють при відносно низьких температурах і використовують полімерну електролітну мембрану (зазвичай, полімер перфторсульфонової кислоти) для проведення протонів. Вони ефективні для транспортних засобів та портативних електрогенераторів, завдяки швидкому запуску та високій питомій потужності.[108]
- Лужні паливні елементи (AFC) використовують лужний електроліт (наприклад, гідроксид калію) і працюють при більш високих температурах (60-80 °C).[109]
- Твердооксидні паливні елементи (SOFC) працюють при високих температурах (зазвичай 600–1000 °C) і використовують твердий керамічний електроліт (зазвичай, цирконій стабілізований оксидом ітрію), який проводить іони кисню. Вони можуть безпосередньо перетворювати паливо в електроенергію з високим ККД і підходять для великомасштабних стаціонарних установок виробництва електроенергії, наприклад, у промислових умовах.[110]

## Ефективність водню як автомобільного палива
Основна стаття: Водневе авто, Водневий двигун, Воднева система на автомобіль.
Водень має високу густину енергії за вагою. Цикл Отто в двигуні внутрішнього згоряння, що працює на водні, має максимальну ефективність вище, ніж у двигуні внутрішнього згоряння на бензині, але також потребує кращого охолодження.
Всебічне вивчення перспектив впровадження водневих технологій у транспортну галузь показало, що «на шляху розвитку водневої енергетики до відповідного рівня багато перешкод, цей шлях не буде простим і очевидним». Водневим технологіям необхідно подолати проблему «курки та яйця»: доки не буде розгалуженої системи водневих заправок, ніхто не буде купувати водневі авто; ніхто не буде конструювати заправки, доки не буде достатньої кількості користувачів. Цю проблему можна вирішити поєднанням зусиль держави та великого й малого бізнесу.
Енергія, яка споживається під час термодинамічного процесу, може застосовуватися для виробництва автомобільного палива. Виробництво водню за допомогою сучасних технологій методом парового риформінгу може здійснюватись з тепловим ККД 75-80 %. Для зрідження або піддання водню тиску необхідна додаткова енергія (яка може бути потім вилучена), так само як і для його транспортування до заправок вантажівками або трубопроводом. Енергія, потрібна для виробництва і транспорту кілограму водню, у 2004 році становила близько 50 мегаджоулів. Якщо відняти цю енергію від теплоємності одного кілограма водню (це 141 мегаджоуль), і розділити на теплоємність, вихідна теплова ефективність становитиме приблизно 60 %. Для порівняння, вклад енергії для одержання галону бензину на нафтопереробному заводі менший, і порівняно мало енергії потрібно для його транспортування і зберігання (бо густина енергії в галоні при кімнатній температурі висока). Вихідна ефективність ланцюжка постачання бензину становить приблизно 80 % (Wang, 2002). Але здійснюючи подібне порівняння не слід забувати, що водень це не паливо, а енергетичний вектор. Тому найефективнішим є доправлення електроенергії — як правило, ефективність близько 95 %. Електричні транспортні засоби, як правило, в 3-4 рази ефективніші, ніж водневі.

## Безпечність водневої енергетики
Велику перешкоду для впровадження водневої енергетики становить побоювання населення що водень — дуже займистий газ з тих, що спалахують при змішуванні з повітрям. Водень дійсно має діапазон спалахування від 4 до 75 %. Але це не означає, що витік водню завжди призведе до вибуху. Завдяки дуже малій молекулярній вазі молекули водню, яка дорівнює 2, водень дуже швидко дифундує у повітрі (середня молекулярна маса повітря 29). Тому, широкий діапазон спалахування водню не роблять його використання в замкненому просторі, наприклад, у тунелях або підземних паркінгах, небезпечнішим ніж використання природного газу. Експеримент з порівняння вибуху водневого та бензинового авто був проведений у 2001 році у Флориді. Він показав, що водень безпечніший, ніж бензин, бо він горить вертикальним струменем, у той час, як бензин розливається підлогою та спалює все, на що він потрапляє. Водень, як і метан, не має запаху, тому витік чистого водню не можна помітити за допомогою нюху.

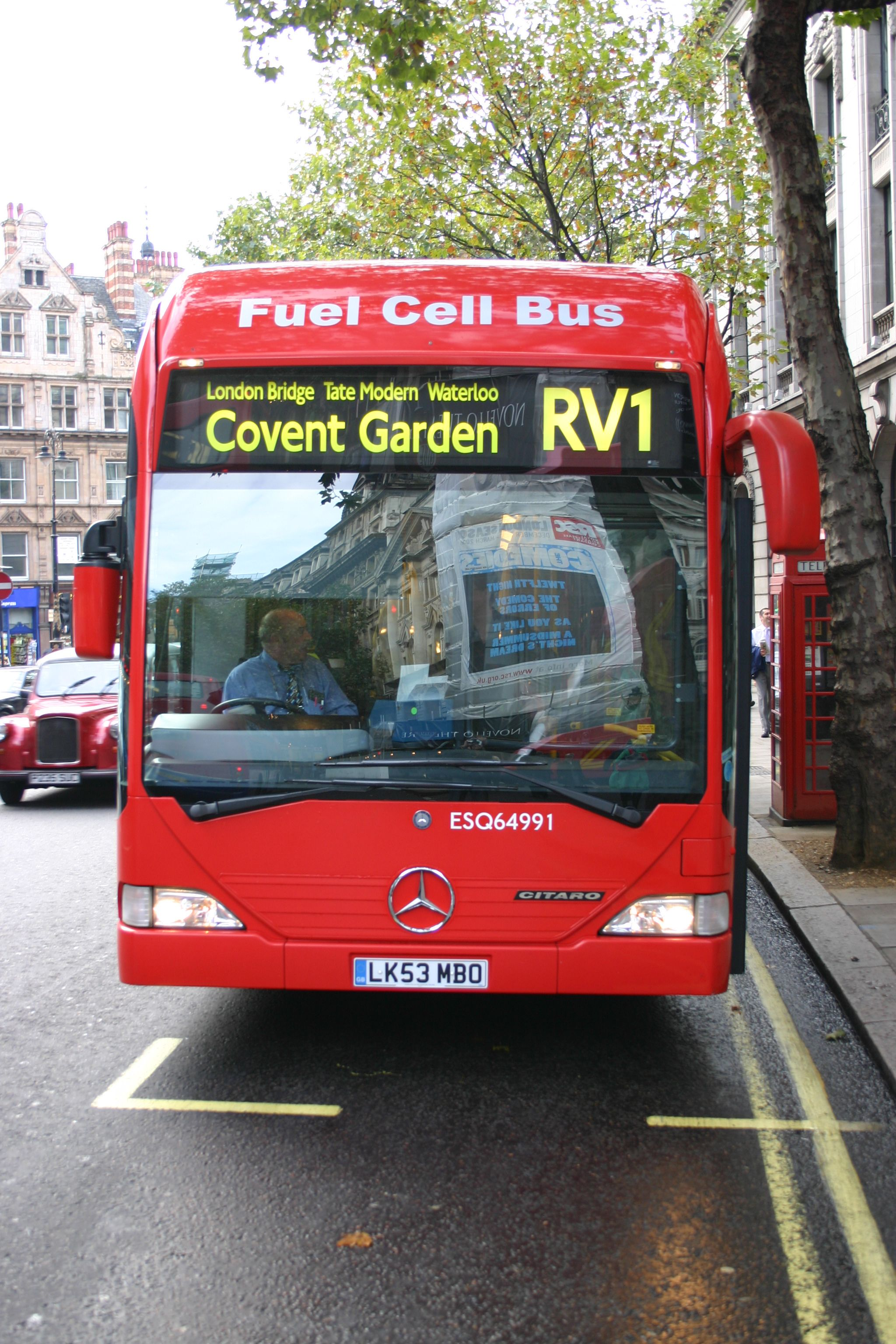
Mercedes Benz Citaro на водневих паливних елементах у Лондоні

Норми і стандарти водневого палива є одночасно нормами і стандартами автомобілів та інших стаціонарних і портативних механізмів на паливних елементах. Існують певні норми безпечного поводження з воднем і його зберігання, наприклад, «Вимоги до встановлення стаціонарних систем енергозабезпечення на паливних елементах» від Національної асоціації пожежної безпеки.
Норми і стандарти водневої енергетики були неодноразово названі головною перешкодою її розвитку і розповсюдження. Щоб комерціалізація продуктів, пов'язаних з водневим паливом, стала можливою, потрібно, щоб федеральний та місцевий уряди визнали інший список вимог до побудови, оснащення та технічних норм об'єктів водневої енергетики.
Один із запланованих заходів — впровадити вищі стандарти безпеки через, зокрема, встановлення детекторів водню для швидкого виявлення витоків. За висновками Канадської програми водневої безпеки, водневе паливо принаймні таке ж безпечне, ба навіть безпечніше, ніж природний газ. Європейська комісія підкреслює виняткову важливість відповідної освіти, а також вдосконалення засобів безпеки для розвитку водневої енергетики, і започаткувала першу у світі програму вищої освіти з інженерії водневої безпеки. Очікується, що громадськість зможе використовувати водневі технології в повсякденному житті на принаймні такому ж рівні зручності й безпеки, як сучасні технології на викопному паливі.

## Екологічні аспекти виробництва водню
Водень виробляється або через електроліз води, або перетворенням викопного палива, останнім часом другий з цих методів був найрозповсюдженішим (2008). Перетворення викопного палива призводить до викидів вуглекислого газу в атмосферу. Аналогічно, при одержанні водню шляхом електролізу у генераторах на викопному паливі, утворюється вуглекислий газ, як і за прямого використання викопного палива. В залежності від методу виробництва водню та виду паливних елементів, можна досягти значної економії викидів вуглекислого газу завдяки ефективності останніх.
Хоча і використання відновлюваних ресурсів для одержання водню шляхом електролізу потребуватиме більших витрат енергії, ніж пряме використання цих ресурсів для живлення електромобілів, через додаткову стадію перетворення та втрати при транспортуванні, водень є придатнішим для запасання електрики. Він не потребує цінних матеріалів, як для виготовлення батарей, та може бути запасений у великій кількості на випадок тимчасової відсутності сонця або вітру.
Як і будь-який двигун внутрішнього згоряння, ті, що працюють на водні, можуть виробляти оксиди азоту та інші забрудники навколишнього середовища. Викиди азотних сполук внаслідок роботи двигунів внутрішнього згоряння — першопричина утворення смогу. Саме тому вигідніше використовувати паливні елементи, які не мають ніяких інших викидів крім води.
Існують також деякі побоювання з приводу можливих проблем, пов'язаних з витоком водню. Молекулярний водень повільно витікає навіть з найгерметичніших ємностей. Припускають, що внаслідок витоку великого об'єму водню (H2) через ультрафіолетове випромінювання можуть утворитись вільні радикали (H) в стратосфері. Ці вільні радикали діятимуть як каталізатори стоншення озонового шару. При достатньо великому збільшенні кількості водню в стратосфері з витоків H2 процес стоншення озонового шару може пришвидшитись. Однак, вплив цих витоків може бути незначним. Кількість водню, що сьогодні витікає, набагато менша (десь у 10-100 разів), ніж передбачені деякими дослідниками дані про можливі 10-20 %. Наприклад, у Німеччині витік водню становить лише 0,1 %. Ймовірно, при використанні сучасних технологій такий витік становитиме не більше 1-2 % навіть за поширеного вжитку водневих технологій.

## Витрати
При оцінці витрат для порівняння часто використовують викопні види палива як приклад дешевого продукту. Оскільки вміст енергії в цих видах палива не є продуктом людської діяльності, він не має вартості. Розглядаються тільки витрати на видобуток, переробку, транспортування і виробництво. З іншого боку, вміст енергії в одиниці водневого палива повинен вироблятись, і, отже, має значну ціну, яка перевищує всі витрати на переробку, транспорт та доставку. Системи, що використовують електроенергію безпосередньо за призначенням, наприклад, у тролейбусах або в електромобілях, мають значні економічні переваги, бо між первинним ресурсом і кінцевим місцем використання менше необхідних процесів перетворення.
Той факт, що для одержання кожного кілограму водню високої чистоти необхідно використати понад 35 кіловат-годин електроенергії, не дозволяє швидко знизити ціни на водень. На виробництво та стиснення кілограму водню витрачається 60 кВт·год, і його ціна становить близько $ 6,00 за кг, в розрахунку на вартість електроенергії 10 центів / кВт·год. Виробництво та стиснення кілограму водню із природного газу коштує у середньому $ 3. Стверджують, що вдосконалення електролізерів та технології паливних елементів від ITM Power зробили значний вклад у зниження вартості електролізу води, роблячи виробництво водню з автономних поновлюваних джерел економічно ефективним (в порівнянні з вуглеводневим паливом), зручним для стаціонарного використання та для заправки транспорту.
Трубопроводи для водню дорожчі навіть за міжміські лінії електропередач. Водень приблизно втричі об'ємніший за природний газ тієї ж теплоємності, водень прискорює руйнування сталі, що підвищує експлуатаційні витрати та об'єми витоків. Тому водень вигідніше виробляти безпосередньо на місці використання.
Впровадження водневої енергетики потребуватиме величезних інвестицій в інфраструктуру для зберігання та розподілення водню. На противагу водневим автомобілям, електромобілі, які вже є загальнодоступними, не потребують негайного розширення існуючої інфраструктури для передачі і розподілу електроенергії, адже сьогодні велика частина електроенергії, що виробляється на електростанціях, вночі не використовується, а саме в цей час більшість електромобілів і буде перезаряджатись. Дослідження, проведені Тихоокеанською північно-західною національною лабораторією для Міністерства енергетики США в грудні 2006 року, показало, що потужність електромереж, яка використовується лише в годину пік, а в інший час не користується попитом, в США здатна живити 84 % всіх автомобілів у США, якби всі вони були негайно замінені на електромобілі.
Різні методи виробництва по-різному пов'язані з фінансуванням і мають різну граничну собівартість. Енергія та сировина можуть походити з різних джерел, наприклад, природного газу, біомаси, вугілля та інших викопних видів палива, енергії вітру, сонячної, ядерної та геотермальної енергії. Єдиного ідеального методу не існує. Тому прогнозують, що в майбутньому будуть використовувати поєднання всіх методів.

### Природний газ у маломасштабному виробництві
Використовується паровий риформінг. Необхідно 15,9 млн кубічних футів (450 т. м³) газу, тоді виробництво 500 кг риформерів на добу в точці розподілу (наприклад, на заправках) було б еквівалентне 777 000 риформерам вартістю $ 1 трлн, і виробляло б 150 мільйонів тонн водню на рік. Очевидна необхідність розгалуженої інфраструктури водневої енергетики. Середня ціна $ 3 за ГБЕ (галонів бензинового еквівалента)

### Ядерна енергія
Забезпечує енергію для електролізу води. Потребуватиме 240 т. тонн незбагаченому урану — тобто 2000 електростанцій потужністю 600 МВт, що $ 840 млрд, або близько $ 2,50 за ГБЕ.

### Сонячна енергія
Забезпечує енергію для електролізу води. Потребуватиме 2500 кіловат-годин сонячної енергії на квадратний метр, 113 мільйонів 40-кіловатних систем, що коштуватиме $ 22 трлн, або близько $ 9,50 за ГБЕ.

### Енергія вітру
Забезпечує енергію для електролізу води. За середньої швидкості вітру 7 метрів на секунду вимагатиме 1 млн 2-мегаватних вітрових турбін, що коштуватиме $ 3 трильйони доларів, або близько $ 3,00 за ГБЕ.

### Використання біомаси
Газифікація заводів, що вироблятимуть водень методом парового риформінгу. Щоб забезпечити 3300 заводів необхідними 1,5 млрд тонн сухої біомаси, потрібно 113,4 млн акрів (460 т. км²) ферм, що коштуватиме близько $ 565 мільярдів доларів, або близько $ 1,90 за ГБЕ

### Вугілля
Зводи FutureGen використовують вугільну газифікації, а потім паровий риформінг. Такий підхід потребує 1 млрд тонн вугілля або близько 1000 заводів потужністю 275 мегават, що коштуватиме близько $ 500 млрд, або близько $ 1 за ГБЕ.

## Приклади й експериментальні проекти

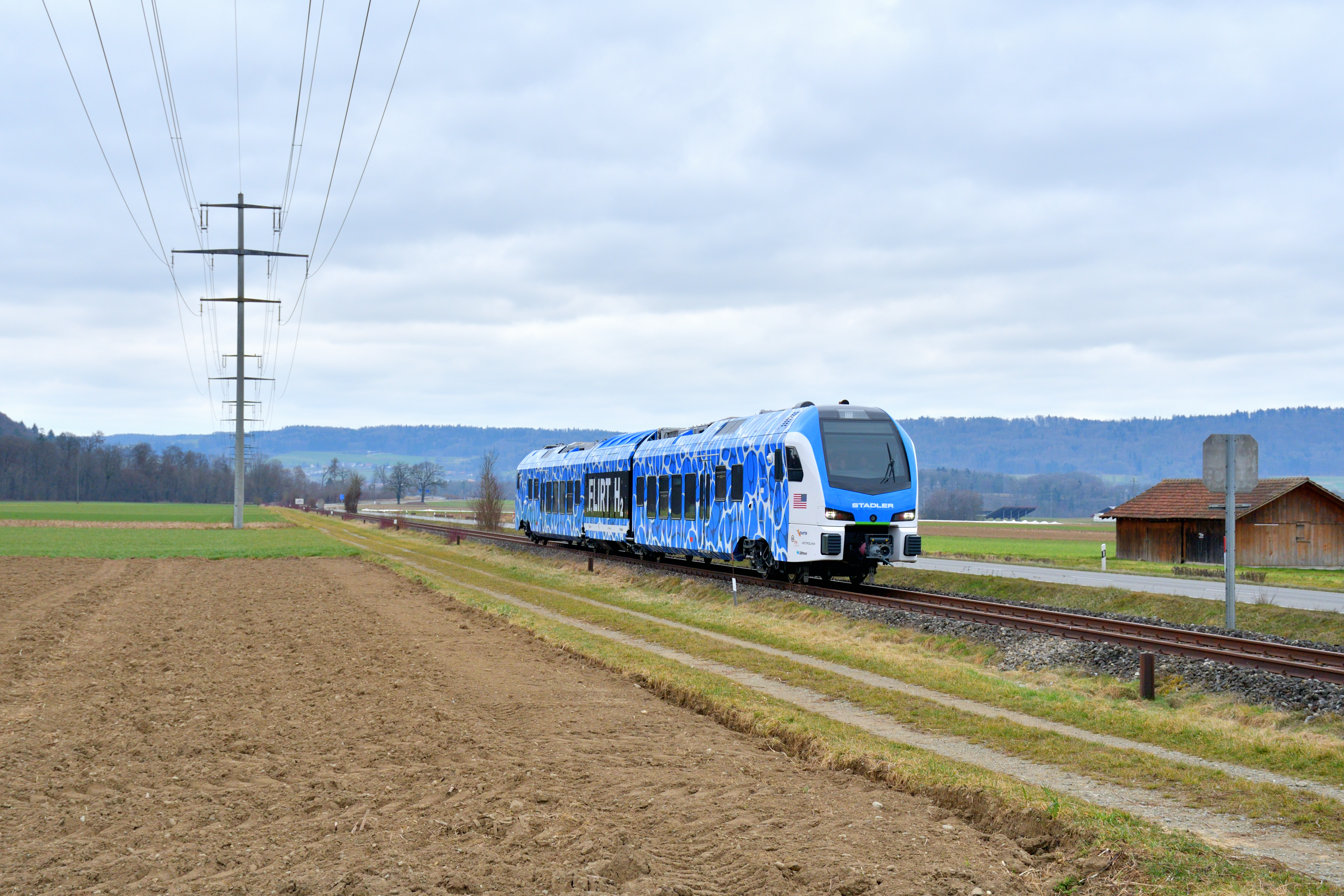
Stadler Flirt H2 поставив світовий рекорд, проїхавши без дозаправляння 2803 кілометри за 46 годин на одному баці водню

### Європа

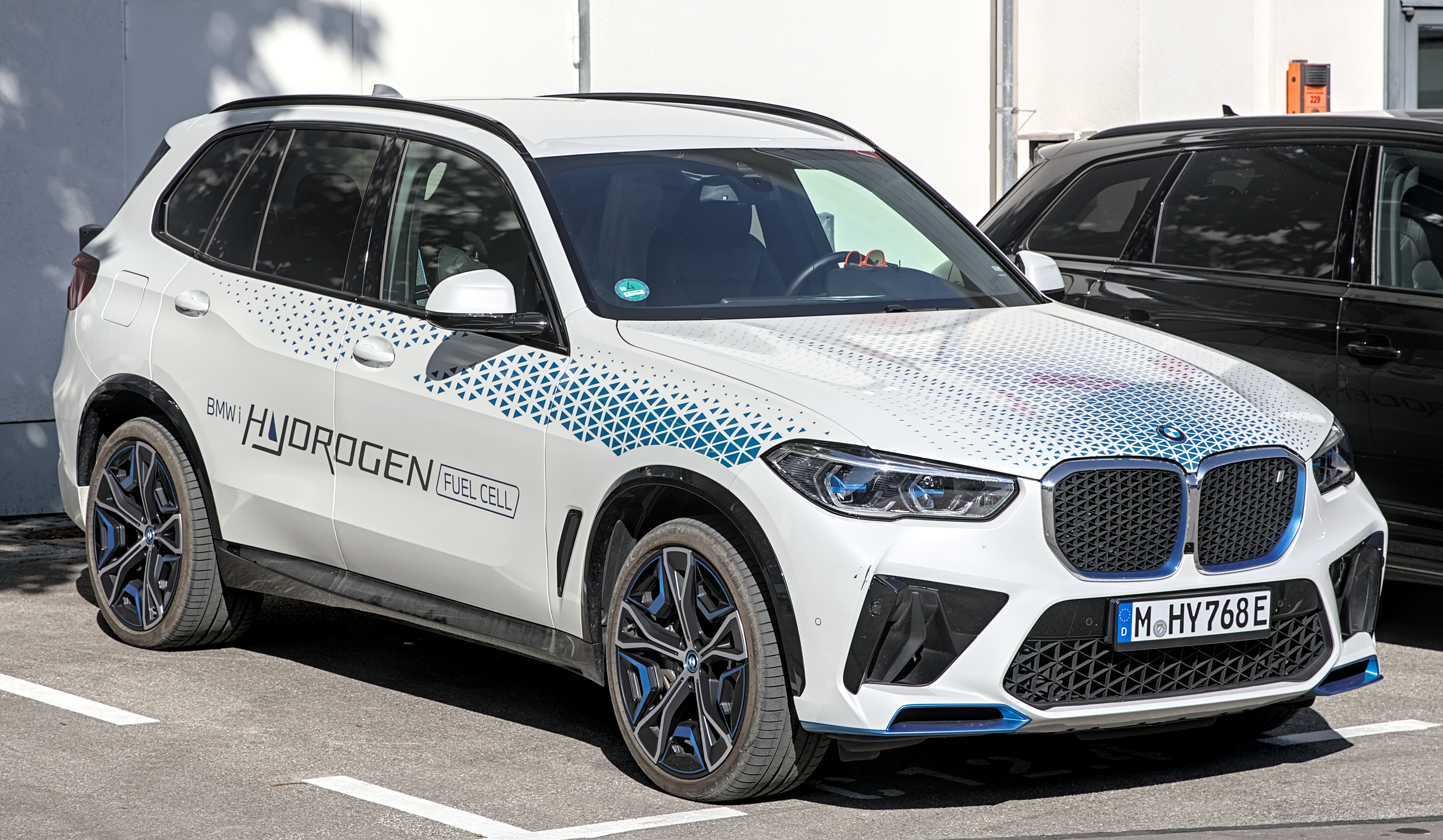
BMW iX5 Hydrogen IAA 2023

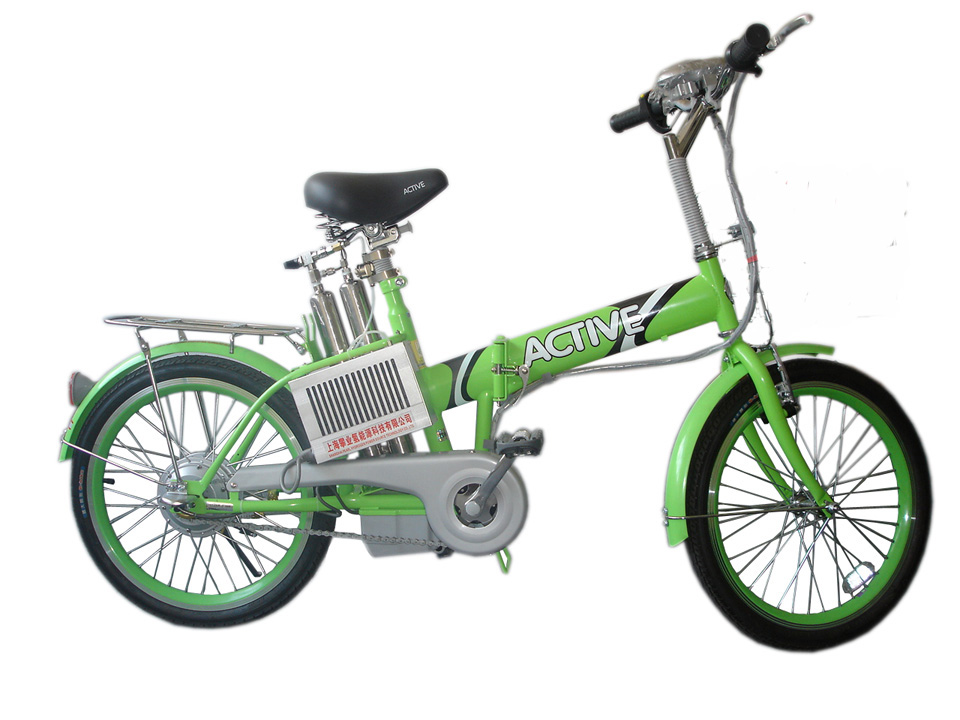
Водневі велосипеди мають запас ходу від 150 км

Пандемія коронавірусу відвернула увагу громадськості від багатьох нагальних питань, не в останню чергу про кліматичну кризу.
На прес-конференції в Брюсселі в середу 10 липня 2020 Європейська Комісія оприлюднила свою стратегію для більш екологічного, чистого енергетичного майбутнього, покладаючи великі надії на збільшення використання водню в різних секторах, включаючи енергетику.
Ця нова політика призначена для сприяння виконанню зобов'язань Європейського Зеленого курсу щодо того, щоб блок став нейтральним до вуглецю до 2050 року. В даний час на енергетичний сектор припадає 75 відсотків викидів парникових газів в ЄС.
Комісія опублікувала свою Стратегію ЄС щодо інтеграції енергетичної системи як основу для енергетичного переходу, що включає заходи для досягнення більш кругової системи, впровадження більшої прямої електрифікації та розробки чистого палива. Але члени комісії також вважають, що водень повинен відігравати особливу роль у цьому сейсмічному зрушенні, започаткувавши Європейський альянс чистого водню (ECHA).
Дистриб'юція водню для транспорту наразі випробовується в усьому світі, зокрема в Німеччини, Ісландії, Португалії, Норвегії, Данії, Канаді тощо.
У деяких лікарнях були встановлені комбіновані установки з електролізерів та паливних елементів для аварійного електроживлення. Вони вигідні для використання в надзвичайних ситуаціях, бо майже не потребують технічного обслуговування, зручно розташовуються в порівнянні з генераторами внутрішнього згоряння.
Компанія Newfoundland and Labrador Hydro перетворює сучасні вітро-дизельні енергосистеми на ізольованому острові Рамеа у воднево-вітрові гібридні енергосистеми.
Аналогічний експериментальний проект на острові Стюарт використовує сонячну енергію замість енергії вітру для вироблення електроенергії. Якщо виробляється надлишкова електроенергія після повної зарядки акумуляторів, починає вироблятись водень шляхом електролізу, який зберігається для подальшого виробництва електроенергії паливними елементами.
У січні 2004 року у Великій Британії стартувала експериментальна програма використання паливних елементів. Програма запустила на 25-й маршрут у Лондоні два автобуси на паливних елементах, які працювали там до грудня 2005 року і були переведені на маршрут RV1 до січня 2007.
Сьогодні Воднева експедиція (англ. The Hydrogen Expedition) працює над створенням корабля на водневих паливних елементах, щоб здійснити на ньому навколосвітню подорож як спосіб показати можливості водневих паливних елементів.
Загальний обсяг інвестицій у відновлюваний водень в Європі до 2050 року може скласти від 180 до 470 млрд євро. За підрахунками аналітиків, водень може задовольняти до 24 % світової потреби в енергоресурсах до 2050 року.
Ісландія зобов'язалась стати першою у світі країною, що повністю забезпечить свої енергетичні потреби за допомогою водневої енергетики до 2050 року. Ісландія в унікальному положенні. Сьогодні вона імпортує всі нафтопродукти, необхідні для живлення автомобілів і риболовецького флоту. Ісландія має великі геотермальні ресурси, настільки великі, що місцева ціна на електроенергію фактично нижча, ніж ціна на вуглеводні, які можуть бути використані для виробництва цієї енергії. Ісландія вже перетворює надлишки електроенергії в експортні товари та замінники вуглеводнів. У 2002 році вона виробляла 2000 тонн водню шляхом електролізу — головним чином для виробництва аміаку (NH3) для добрив.
В жодній галузі вуглеводні не замінені безпосередньо. Рейк'явік, Ісландія, має невеликий експериментальний автобусний парк, в якому міські автобуси працювали на стиснутому водні, а розробка проектів живлення національного риболовецького флоту воднем продовжується і зараз. З практичних міркувань Ісландія може обробляти імпортовану нафту воднем, але скоріше щоб подовжити строк її служби, ніж щоб повністю її замінити.
Згадані вище автобуси Рейк'явіка — частина великої програми, HyFLEET: Cute,, що займається водневими автобусами у восьми європейських містах.
У 2024 році в Нідерландах була представлена перша в світі 119-метрова суперяхта Project 821 на водневих паливних елементах.
Швейцарський стартап з українським корінням Sirius Aviation розробляє перший в світі літак Sirius Jet на водневих двигунах с запасом ходу 1850 км.

### Китай

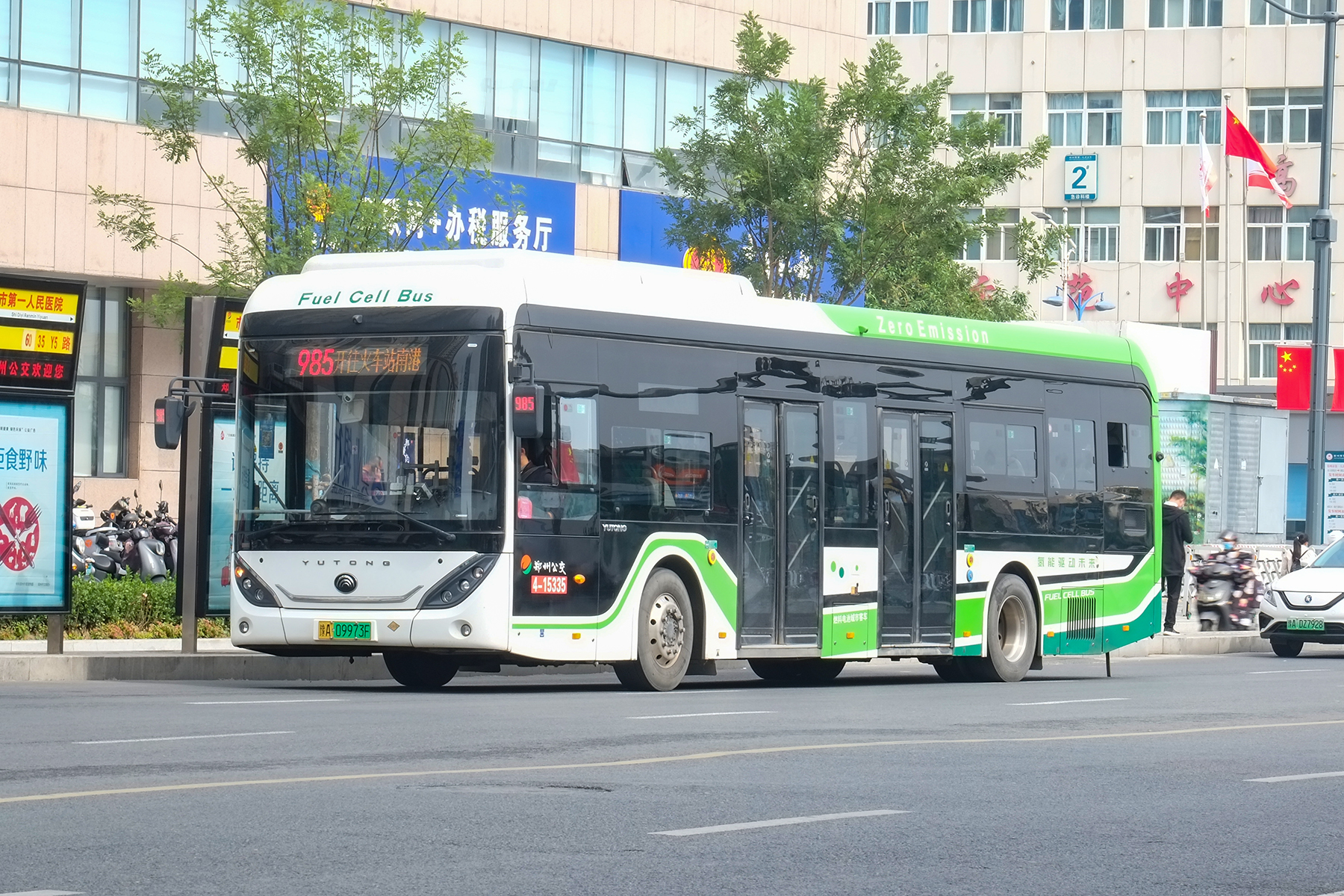
Автобус Yutong F12 у Чженчжоу, Китай

HyFLEET: Cute автобуси працюють також в Пекіні та Перті.

### Японія

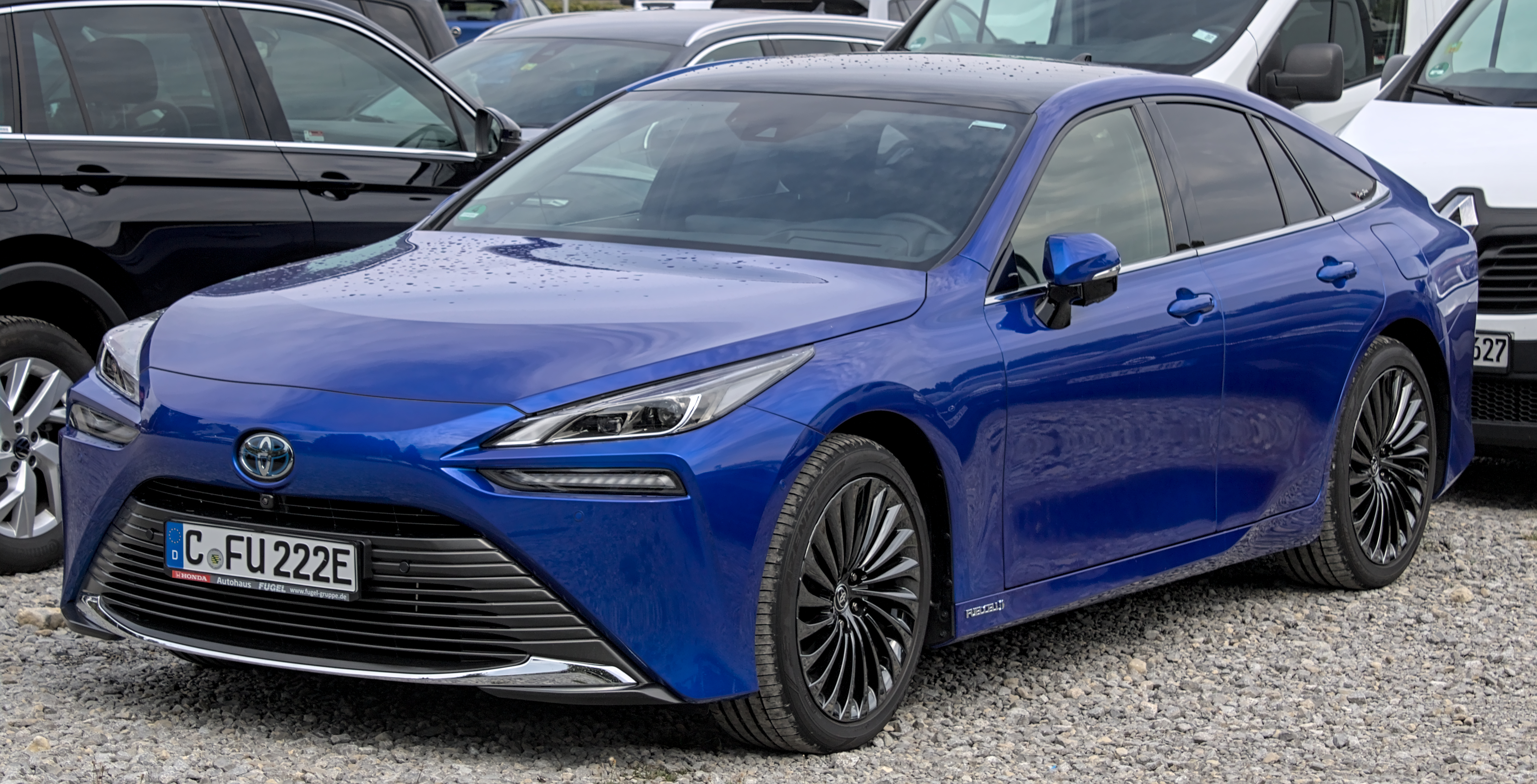
Toyota Mirai

Toyota Mirai — японський автомобіль на водневих паливних елементах, що випускається з 2014 року. Станом на листопад 2022 року світові продажі становили 21475 одиниць; найбільше продажів було в США з 11 368 одиницями, Японії з 7435 та 2622 авто в решті світу.
У 2020 році Японія та Австралія запустили один із перших у світі проєктів щодо виробництва і транспортування скрапленого водню морським шляхом. В японському порту Кобе побудували морський термінал для завантаження і розвантаження зрідженого водню. Це спільний проєкт австралійського та японського урядів із залученням приватних компаній.
Один з найбільш ефективних проєктів щодо перетворення сонячної енергії на водень розташований у Фукусімі.
Окрім стаціонарних систем генерації водню, компанія створює модулі з високим рівнем мобільності, що забезпечують до 200 кВт потужності. Цього достатньо для встановлення такого модуля як джерела енергії, наприклад, на судні. Життєвий цикл роботи установки становить близько десяти років.
Ще одна розробка компанії — паливні комірки високої потужності для кораблів. Пілотний проєкт розробив консорціум, до якого входять компанії Toshiba, Kawasaki та інші. Будувати судno типу Suiso Frontier почали у 2020 році і планують завершити у 2024 році.

### Південна Корея

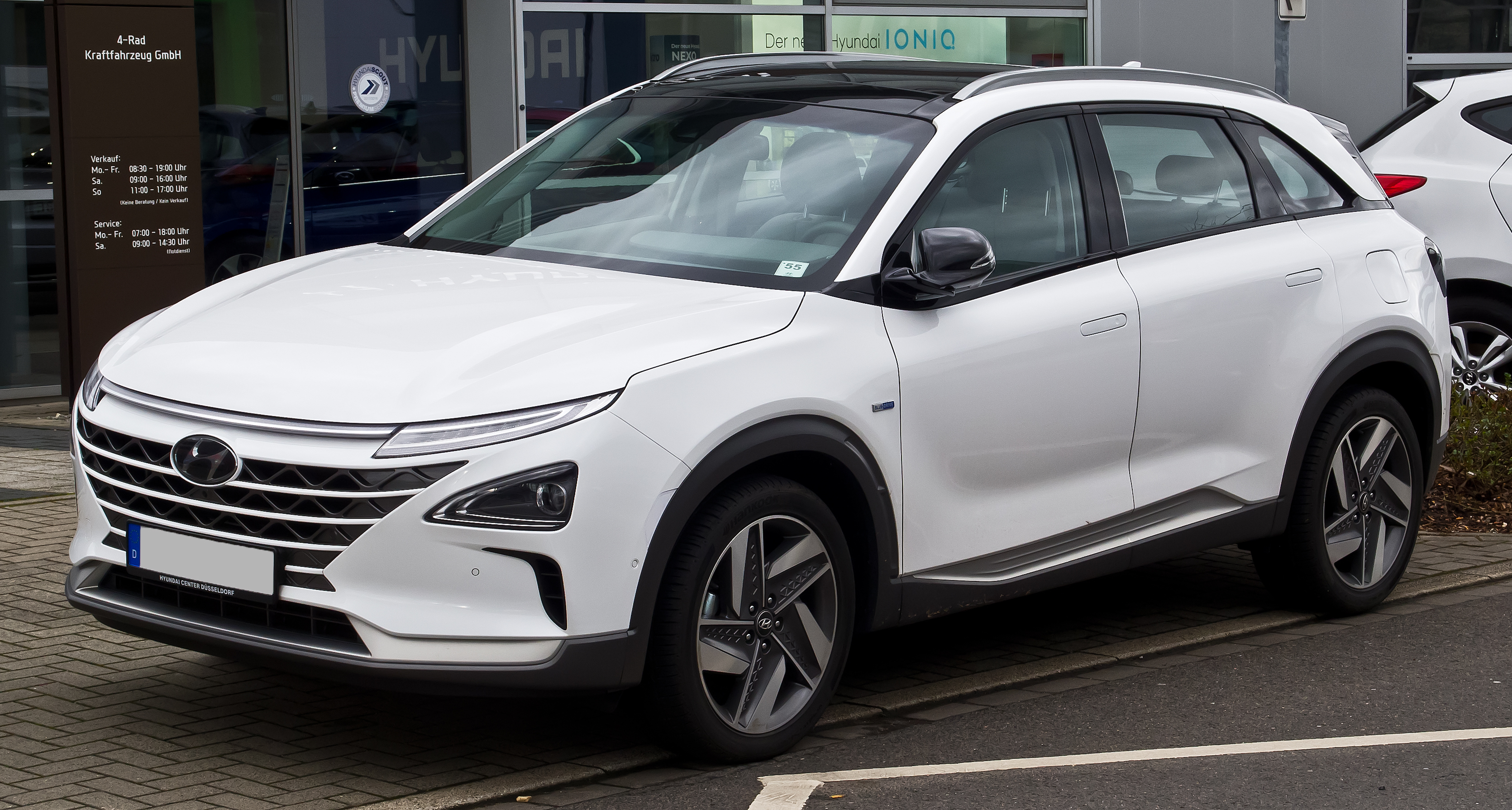
Hyundai Nexo

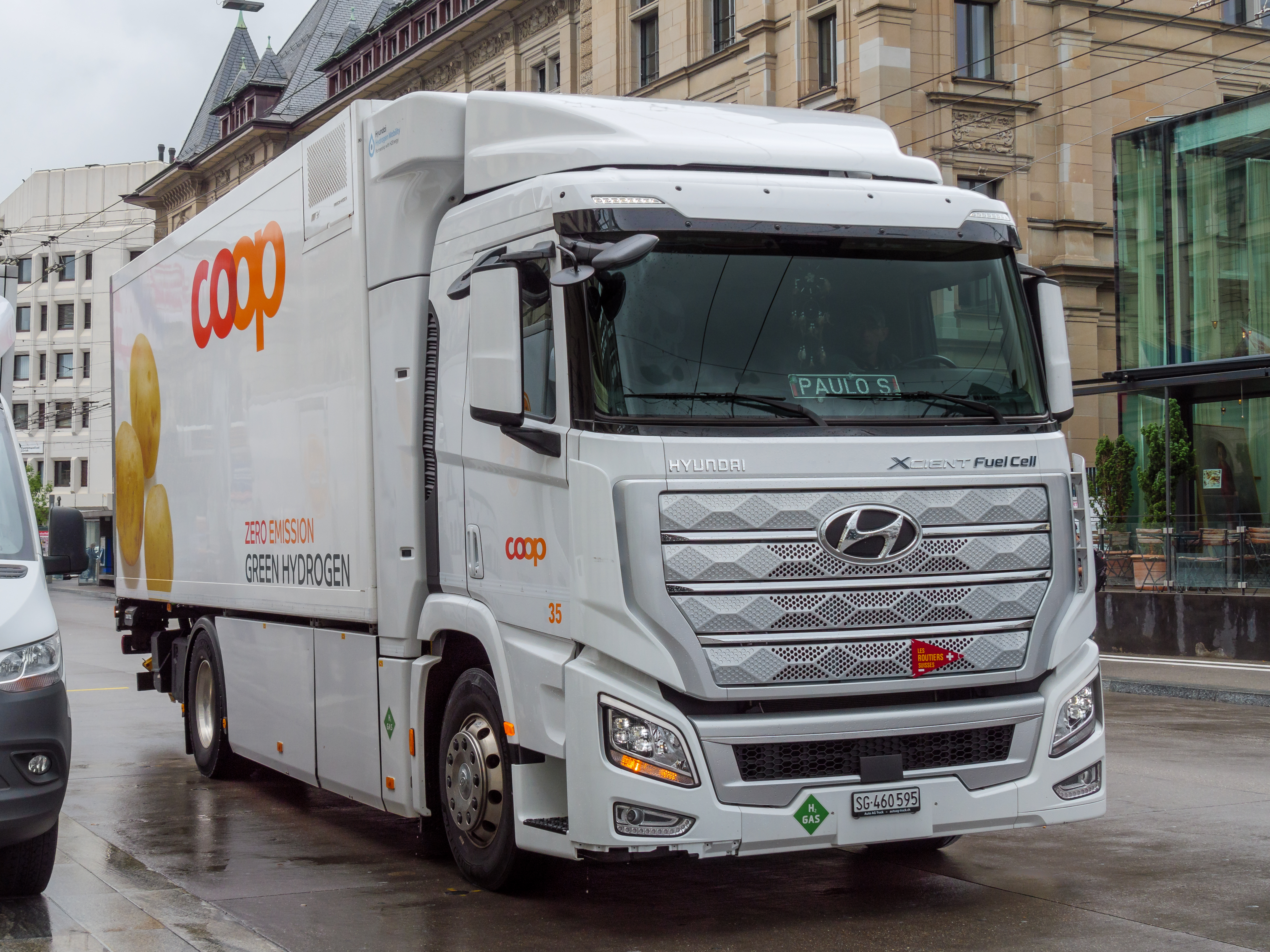
Hyundai Xcient Fuel Cell

Hyundai Nexo — передньопривідний кросовер на водневих паливних елементах, що випускається з 2018 року. Станом на липень 2020 року було продано понад 10 тисяч автомобілів, з 10-річною гарантією на паливні елементи (або 160 тис. км).

### Австралія
Західноавстралійський департамент планування та розвитку інфраструктури сьогодні експлуатує три автобуси від Daimler Chrysler Citaro, що працюють на паливних елементах. Це частина програми «Стійке живлення для випробування пертських автобусів на паливних елементах у Перті». Компанія Path Transit відповідає за роботу цих автобусів на звичайних маршрутах громадських автобусів у Перті. Випробування почалося у вересні 2004 року і завершилось у вересні 2006 року. Паливні елементи цих автобусів використовували систему протонного обміну в мембрані та живились необробленим воднем із BP рафінадного заводу в Квінані, на південь від Перта. Водень — побічний продукт роботи цього заводу. Автобуси заправляються на станції в північному передмісті Перта, яке називається Малага.

### США
Кілька внутрішніх автомобільних компаній США виділили ресурси на розробку автомобілів на водневому паливі.
Поєднання енергії вітру і водневої енергетики діє в штаті Колорадо на спільному підприємстві NREL і Xcel Energy.

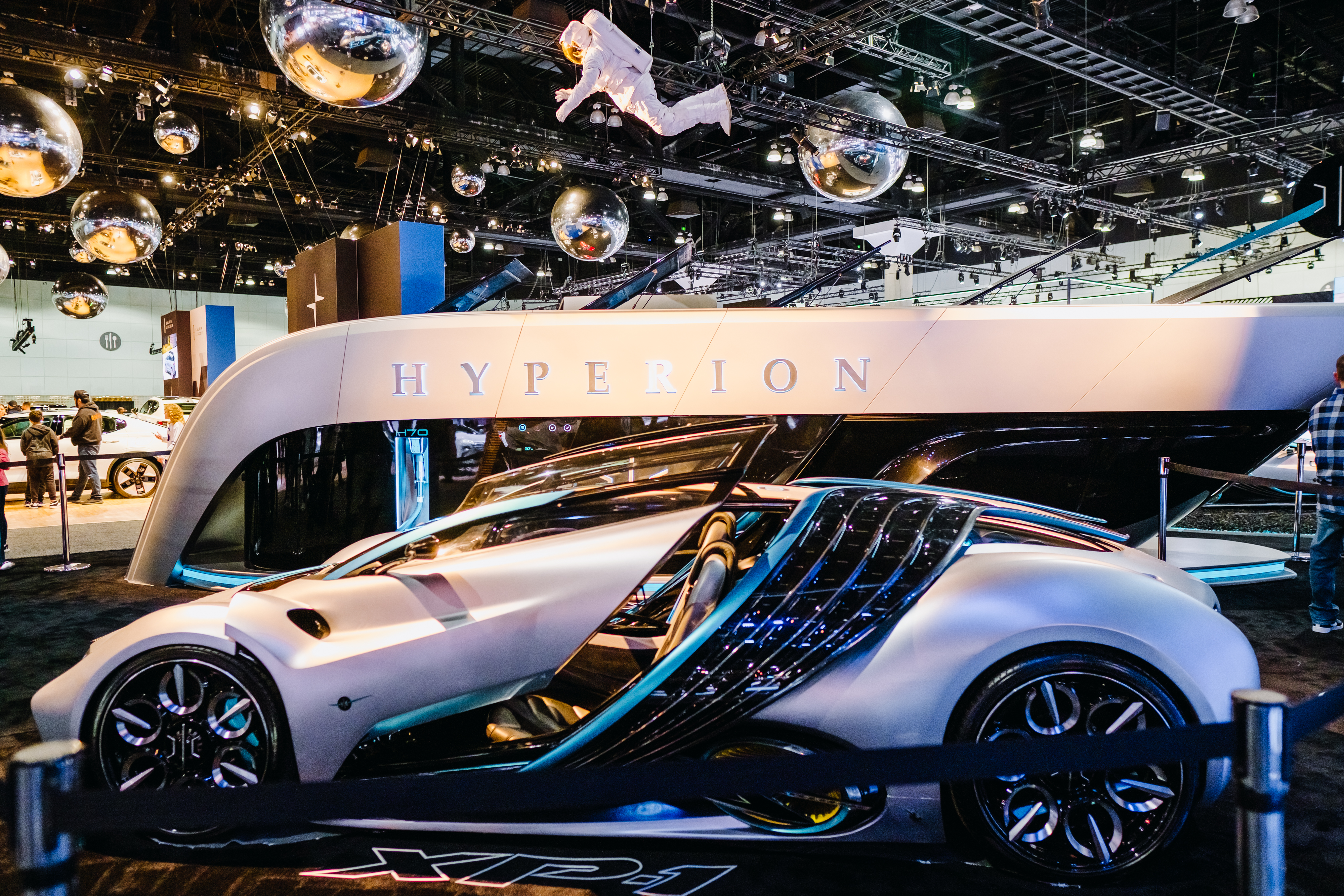
Діючий прототип водневого суперкару Hyperion XP-1 з запасом ходу 1600 км та максимальною швидкістю 356 км/г.

Hyperion XP-1 — це суперкар на водневому двигуні, розроблений Hyperion, який використовує технологію водневих паливних елементів для досягнення виняткової продуктивності, включаючи прискорення від 0 до 60 миль/г менш ніж за 2,2 секунди та заявлений запас ходу понад 1600 км на одному баку.

## Альтернативи суто розгалуженій системі виробництва водню у водневих технологіях
Інші варіанти збереження та передачі енергії з альтернативних джерел можуть бути економічнішими. До них належать:

### Аміак
Альтернативою газоподібному водню як енергоносію є аміак, який легко зріджується, транспортується і використовується (прямо чи непрямо) як чисте та відновлюване паливо. Головна проблема, яка затримує розвиток енергетики аміаку, — його токсичність.

### Водневе виробництво не парникового спирту
Енергетика метанолу — це проект виробництва синтетичного палива, який може починатись виробництвом водню. Джерелом СО2 в такому проекті повинне буде повітря, біомаса, або викиди CO2 в повітря з електростанцій, які не мають очисних споруд. Проміжне використання водню з метою виробництва палива, яке легше транспортується і зберігається (наприклад, спирт або метан), з введенням CO2, може однак розглядатися як штучний аналог використання біомаси, біодизеля і рослинної олії. Спирт, вироблений за допомогою водню, при використанні буде способом отримання носія енергії з водню та CO2. Паливо, буде використане для задоволення потреб транспорту так само, як планувалось використовувати біоетанол. Замість того, щоб транспортуватись з місця вироблення, водень в таких проектах буде використаний централізовано й одразу ж для виробництва рідкого палива, яке зможе бути впроваджено в сучасну транспортну інфраструктуру, не вимагаючи майже ніяких її змін. Крім того, паливні елементи на метанолі вже були продемонстровані, отже, з часом метанол зможе стати прямим конкурентом водню на ринку паливних елементів.

### Поєднання використання електромережі та штучних паливних елементів на метанолі
Описані вище змішані технології з проміжним використанням водню для створення інших, зручніших у використанні палив, можуть бути ефективнішими, ніж виробництво суто водневого палива. Короткочасне зберігання енергії (мається на увазі, що енергія використовується невдовзі після вироблення) може бути найкраще втілена акумулятором або навіть суперконденсатором. Довгострокове зберігання енергії (мається на увазі, що енергія використовується через кілька тижнів або місяців після вироблення), може бути краще втілена за допомогою синтетичного метану або спирту, які можуть зберігатись протягом невизначеного терміну за порівняно низьку ціну, і навіть можуть безпосередньо використовуватись в деяких паливних елементах у електромобілях. Ці проекти пов'язані сьогоднішнім інтересом до мережених гібридних електромобілях або PHEVs, які використовують гібридну технологію зберігання палива та електрики для задоволення своїх енергетичних потреб. Зберігання водню буде оптимальним у вузькому часовому діапазоні, в межах від декількох днів до кількох тижнів. Цей діапазон буде в подальшому звужуватись з будь-якими покращеннями технологій акумуляторів. Завжди є можливість наукового прориву у зберіганні або виробництві водню, але це малоймовірно з огляду на фізичні та хімічні обмеження технічних рішень.

### Проміжне виробництво штучного метану за допомогою водню
Аналогічно до виробництва синтетичного спирту, водень можна використовувати для безпосереднього (небіологічного) виробництва газоподібного палива. Водень і двоокис вуглецю можна використовувати на місці для синтезу метану з допомогою реакції Сабатьє. ККД цього процесу становить близько 80 %, при зворотному процесі ефективність знижується до приблизно 20-30 %, залежно від методу використання палива. Це менше за ефективність водню, але витрати на зберігання менші принаймні в 3 рази через вищу температуру кипіння метану і більшу густину енергії. Рідкий метан має в 3,2 раза більшу густину енергії, ніж рідкий водень, і його легше зберігати. Крім того, інфраструктура трубопроводів (газопроводів природного газу) вже існує. Транспортні засоби на природному газі вже існують, і, як відомо, можуть бути легше адаптовані до наявної технології двигунів внутрішнього згорання, ніж водневі авто. Досвід роботи з авто на природному газі показує, що зберігання метану недороге, якщо вартість перетворення палива вважати прийнятною. Витрати на зберігання спирту ще нижчі. Очікується, що технологія використання спиртів дасть можливість значно заощадити на розвитку інфраструктури в порівнянні з прямим використанням водню.

## Воднева енергетика в Україні
Перевагою водневої енергетики для України могла б стати можливість значного зменшення енергетичної залежності країни за рахунок перетворення існуючих власних енергетичних ресурсів (вугілля, торфу, сланців, біомаси, сірководню Чорного моря, промислових відходів та ін.) у водень з його подальшим використанням для задоволення енергетичних потреб країни. Перспективним для України є спосіб одержання водню шляхом газифікації вугілля, запасів якого в Україні достатньо. Продукт газифікації (водень) може використовуватися в паливних елементах для виробництва електричної і теплової енергії на електростанціях як для децентралізованого, так і централізованого енергопостачання. Широкі можливості для перетворення вугілля безпосередньо в надрах у горючий газ, який містить водень, має підземна газифікація вугілля. В Україні існує також можливість одержання водню як побічного продукту при хімічних, коксохімічних та нафтопереробних виробництвах, використання для одержання водню скидних газів чи різних органічних сполук. Одне із таких виробництв існує на території Казенного підприємства «Екоантилід» (м. Кам'янське Дніпропетровської обл.), потужності якого дозволяють виробляти водень, важку та легку воду. Екологічний ефект від використання побічних продуктів досягається тим, що одержана з них енергія заміщує енергію, яка повинна вироблятись із викопного палива, у тому числі імпортованого.
Дуже перспективним є метод отримання водню із води Чорного моря. Кількість сірководню, розчиненого у воді, оцінюється у 4,5 млрд тонн.
У 2009 році було засновано Об'єднання «Воднева Енергетика», з метою розповсюдження водневих технологій та сприяння розвитку водневої енергетики в Україні.
У 2018 році було засновано громадську спілку Українська воднева рада, з метою об'єднати представників енергетичного бізнесу, інвестиційні установи, науковців та представників публічно-владної сфери у впровадженні водневої енергетики України.
22 серпня 2021 р. в день візиту канцлера Німеччини Ангели Меркель до Києва НАК Нафтогаз України і німецька газовий трейдер RWE Supply & Trading підписали меморандум про взаєморозуміння. Компанії домовилися проаналізувати можливості співпраці по виробництві «зеленого» водню і його похідних, таких як аміак, які виробляються в Україні. Зокрема, мова йде про розвиток проектів з виробництва та зберігання зеленого водню (добутого за допомогою альтернативної енергетики) та аміаку в Україні і їх імпорту в Німеччину.